# История трамвая
В этой статье рассказывается об истории трамвая.
Основные эпохи в развитии трамвая:
- появление конок (1830-е годы),
- появление электрических трамваев (1880-е годы) и трамвайный бум (конец XIX века — период между Мировыми войнами),
- упадок трамвая (1930-е годы — 1970-е годы),
- трамвайный ренессанс (с рубежа 1970-х/1980-х годов и по настоящее время).

Данная схема в основном основана на опыте стран Западной Европы и Северной Америки, хотя история трамваев в отдельных странах отличается от этой упрощённой схемы.
В бывших социалистических странах наблюдалась иная тенденция: заметного упадка трамвая после Второй мировой войны не наблюдалось (хотя в некоторых городах трамваи заменялись троллейбусами), однако эпохой относительного упадка трамваев, особенно для стран бывшего СССР, стал конец XX века (в это время в Европе и Северной Америке уже наблюдался трамвайный ренессанс, постепенно переросший во второй трамвайный бум).

## Всемирная история трамваев

### Конные трамваи

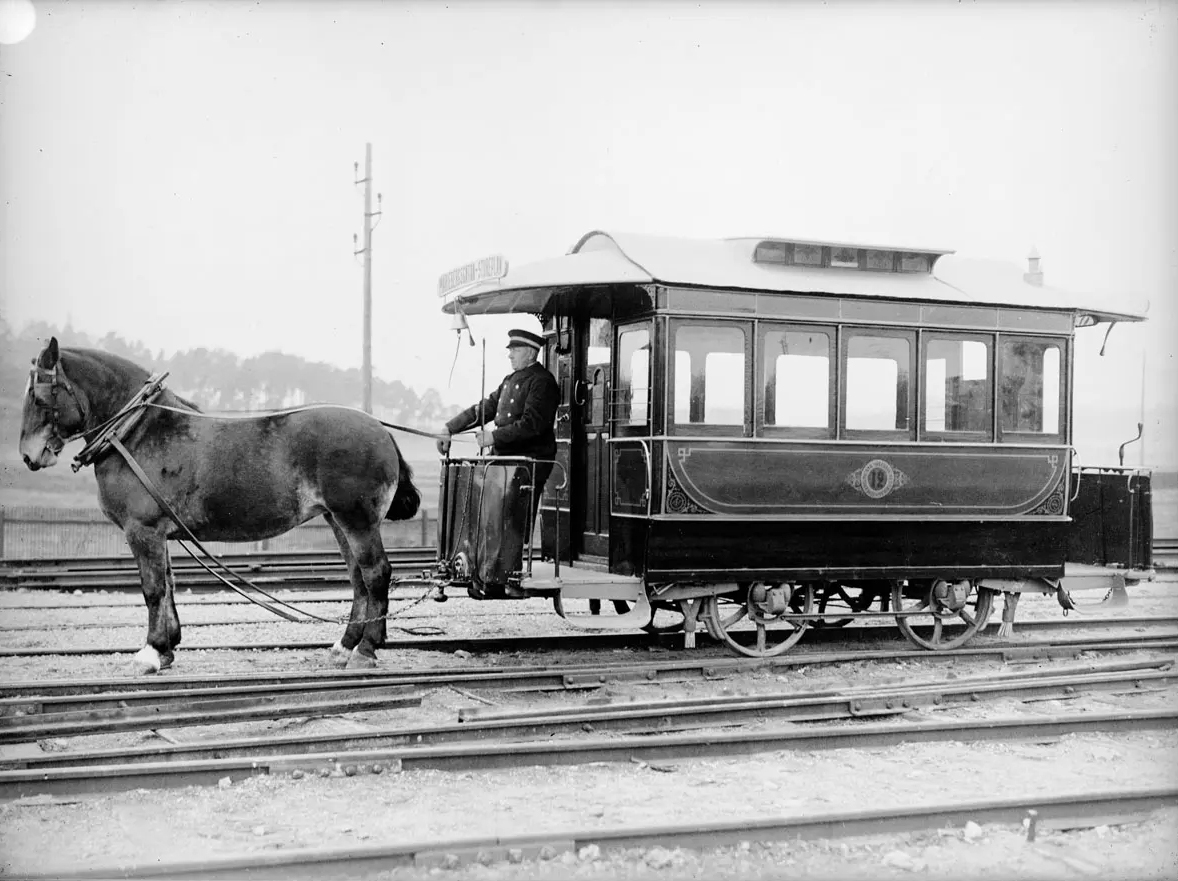
Вагон конки в Швеции

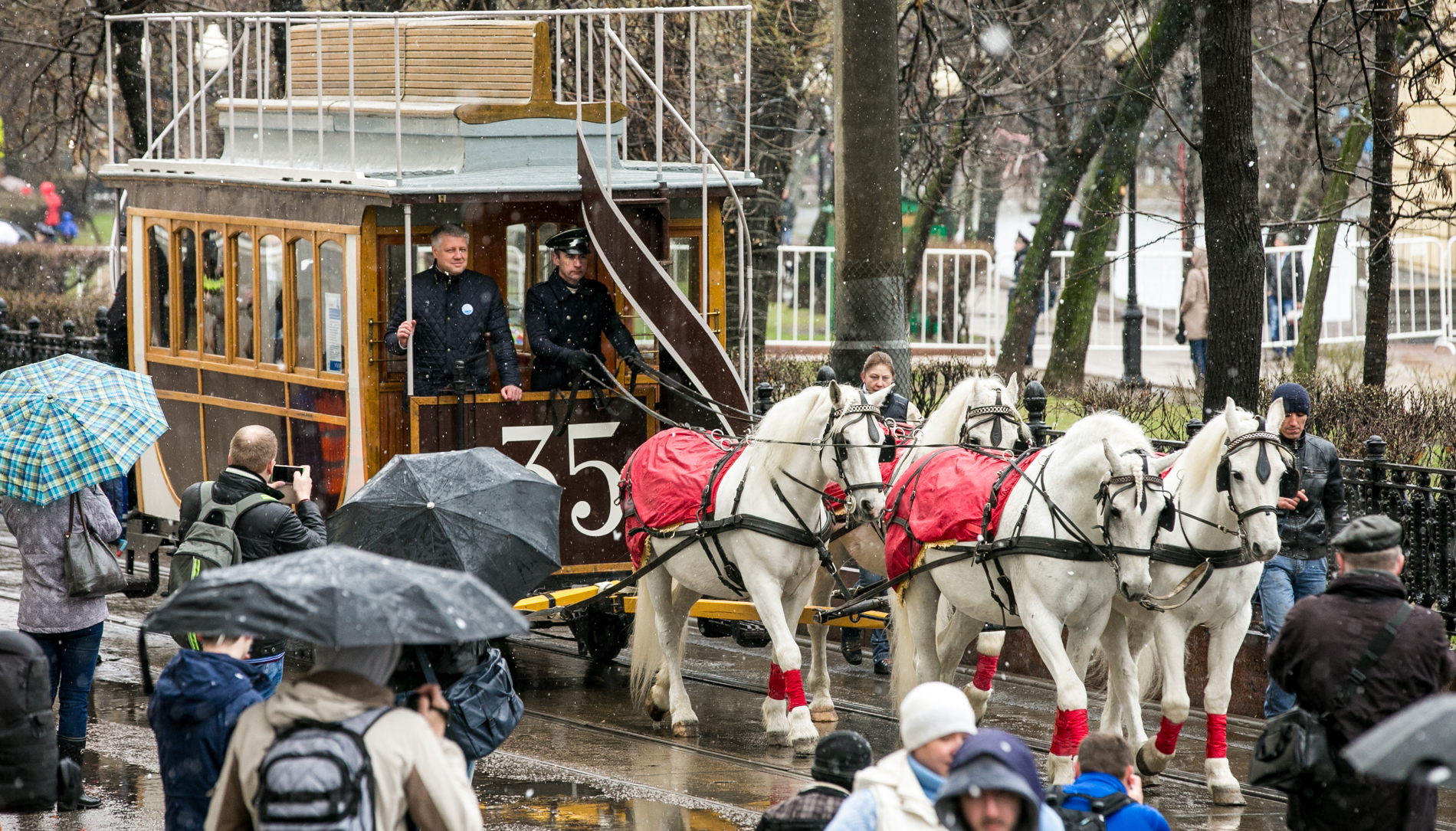
Конка образца 1874 года на «Дне рождения Московского трамвая» 16 апреля 2016 года

Первым трамваем вообще и непосредственным предшественником электрического трамвая в частности была конка: городская железная дорога, вагоны которой приводились в движение тягловыми животными — чаще всего одной или двумя лошадьми (реже использовались мулы и зебры). Первые в мире городские конки появились в США: в Балтиморе в 1828 году, в Нью-Йорке в 1832 году и в Новом Орлеане в 1835 году (Новый Орлеан остаётся городом, имеющим самую старую непрерывно действовавшую трамвайную систему). Однако по-настоящему успешными конные железные дороги стали только после того, как в 1852 году Альфонс Луба (Alphonse Loubat) изобрёл рельсы с жёлобом для реборды колеса, которые утапливались в полотно дороги. До этого использовались рельсы, выступающие на 15 см над уровнем улицы, что очень мешало прочему уличному движению. Изобретение Альфонса Луба оказалось незаменимым на городских улицах и фактически используется до сих пор.
До того времени в качестве городского транспорта уже использовались омнибусы. Но в сравнении с омнибусом колесо конки испытывало меньшее сопротивление качению, что позволяло лошади везти более тяжёлый пассажирский вагон. Однако не устранялись другие недостатки:
- Рабочий день лошади был ограничен физическими возможностями животного (четыре-пять часов);
- В среднем на один вагон конного трамвая приходилось по десять лошадей, которые к тому же требовали ухода и питания.

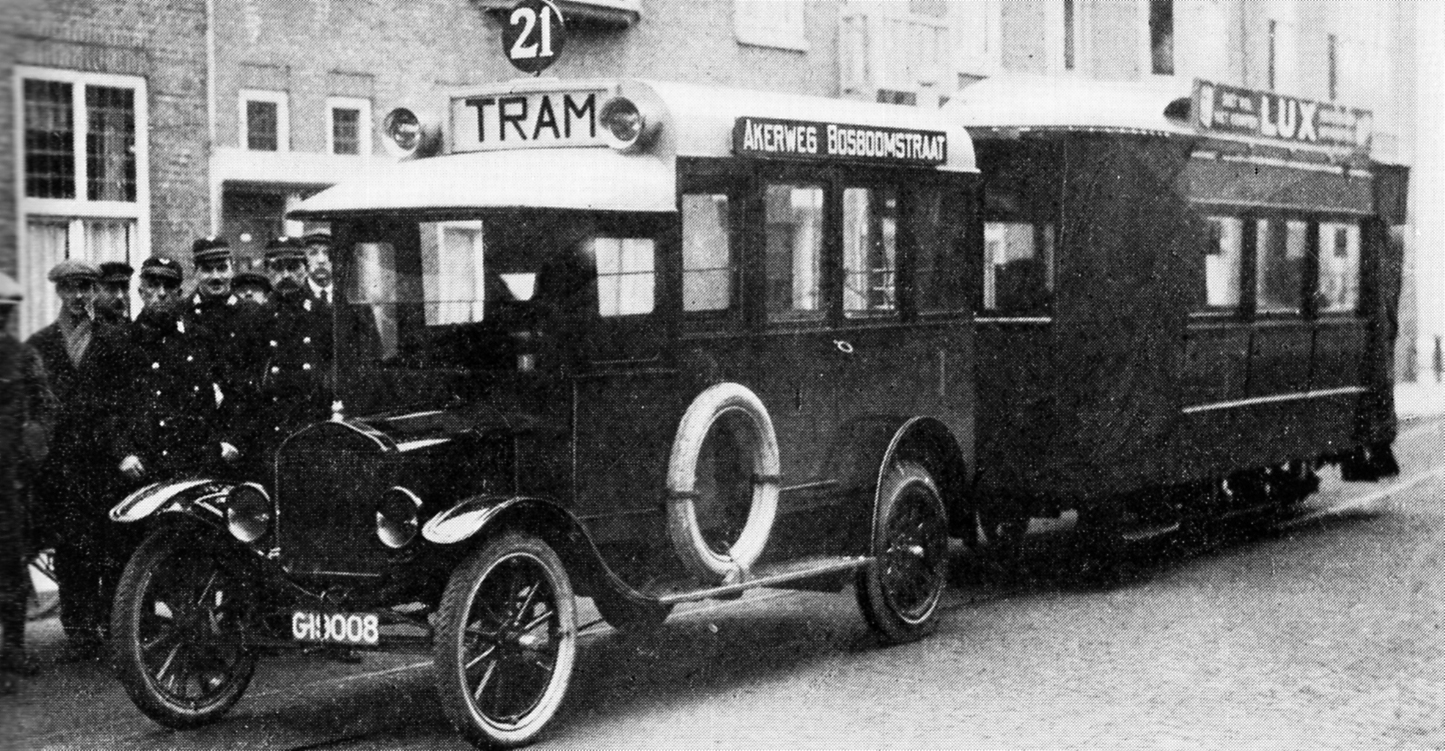
Амстердам: автобус вместо лошади

В Нью-Йорке конка была закрыта в 1914 году, примерно в это же время прекращали своё существование и конки во многих других городах. Обычно они заменялись электрическими трамваями, хотя случались и курьёзы… Так, в 1922 году в Амстердаме на одном из последних маршрутов конки лошади были заменены автобусами. К автобусу сзади цеплялся вагон конки. Во избежание путаницы на автобусе устанавливалась табличка «трамвай». В таком виде маршрут просуществовал четыре года, после чего рельсы были сняты и по маршруту стали ходить обычные — «нетрамвайные» — автобусы.
Очень долго — до 1956 года — конка (вернее «мулка», так как вместо лошадей использовались мулы) «продержалась» в мексиканском городе Селая. А на острове Мэн (Великобритания) конка функционирует до сих пор.

### Другие виды трамваев

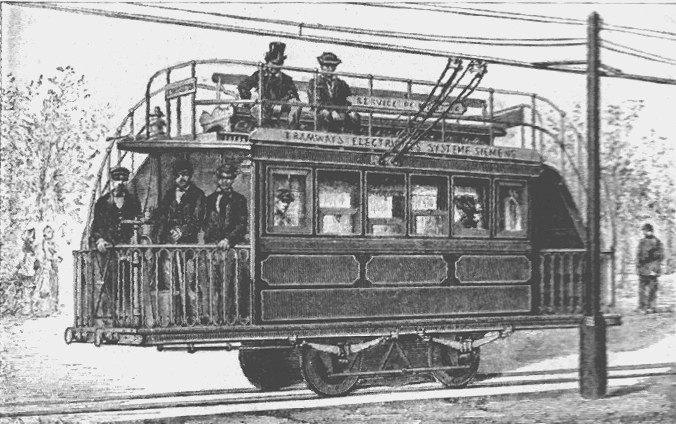

Кроме конок и появившихся позднее электрических трамваев, существовали и другие виды трамвая. Иногда использовались небольшие паровозы трамвайного типа, однако их распространению в городах мешал производимые ими дым и шум.
В США были популярны трамваи на канатной тяге. Первая такая дорога был пущена в эксплуатацию в Сан-Франциско в 1873 году. Тяга передаётся на вагоны при помощи каната, заключённого в проложенный вдоль пути между рельсами жёлоб. Канат приводится в движение мощной машиной — первоначально паровой, позже электромотором. Вагон снабжён захватным устройством, позволяющим цепляться к канату для движения и отцепляться от него для остановок. Регулирование скорости движения невозможно. До наших дней канатные трамваи сохранились только в Сан-Франциско, став местной достопримечательностью.
В Париже, где в конце XIX века была создана городская пневматическая сеть (сжатый воздух с городской компрессорной станции по трубам поставлялся потребителям, прежде всего, фабрикам), до начала XX века существовал пневматический трамвай. Вагон приводился в движение пневматическим двигателем, а запасённого в специальном баллоне сжатого воздуха хватало для поездки по всему маршруту. На конечной остановке производилась заправка баллонов сжатым воздухом. Аналогичная система первоначально применялась и в швейцарском Берне.
В Киеве, Мурманске и в некоторых других городах работали бензомоторные трамваи. Позднее, в середине XX века, на пригородных маршрутах использовались подобные трамваям дизельные вагоны. Очень распространены они были в Бельгии, где существовала сеть так называемых «местных железных дорог». Некоторые современные производители трамваев по желанию заказчика в дополнение к электрическим двигателям снабжают вагоны и дизельными, позволяющими использовать их на малодеятельных (с малым количеством пассажиров) участках без электрификации.

## Появление электрических трамваев

### В Российской империи
Учёные и изобретатели Б. С. Якоби, В. Н. Чиколев, Д. А. Лачинов и П. Н. Яблочков ещё в 1838 году разработали основные теоретические вопросы, связанные с деятельностью электрического транспорта. А первый изобретатель-практик — учёный Фёдор Аполлонович Пироцкий. Ещё в 1876 году на участке железной дороги между Белоостровом и Сестрорецком он испытывал принцип передачи электроэнергии по рельсам. В 1880 году были проведены опыты, необходимые для начала широкого применения электродвижения в городском транспорте. 22 августа (3 сентября) 1880 г-н Пироцкий сумел «двинуть» (как выражались тогда в газетах) на электрической тяге настоящий вагон конки с империалом. Питание обеспечивала расположенная рядом миниатюрная электростанция. Испытания и одновременно демонстрация этого первого в мире полноразмерного трамвая продолжались весь сентябрь, однако это осталось на уровне эксперимента. Первый постоянный коммерческий маршрут электрического трамвая открыла фирма Вернера фон Сименса под Берлином (см. ниже), используя первоначально конструкцию Пироцкого. Трамвайные вагоны в Россию поступали главным образом из Бельгии, Германии, Австро-Венгрии (Праги), а также строились на отечественных заводах — в Риге, Коломне, Николаеве, Мытищах. К 1914 г. трамвай по объему перевозок стал основным видом городского транспорта, полностью вытеснив конно-железные дороги. Максимум отмечен в 1916 г. (см. табл. 10): в Москве 395 млн пассажиров, Петрограде — 383 млн, Киеве — 108 млн, Варшаве — 86 млн, Одессе — 55 млн, Самаре — 38 млн, Ростове-на-Дону — 38 млн, Харькове — 35 млн, Екатеринославе — 27 млн пассажиров.

#### Хронология
Постоянная эксплуатация электрического трамвая в Российской империи была впервые начата 1 июня (по старому стилю) 1892 года в Киеве. Строитель — Коломенский завод братьев Струве. В течение десятилетия были пущены следующие трамвайные линии:
- 1896 — в Нижнем Новгороде
- 1897 — в Екатеринославе и Елисаветграде
- 1898 — в Курске, Витебске, Севастополе и Орле
- 1899 — в Москве, Житомире, Либаве, Казани и Кременчуге
- 1900 — в Астрахани, Ярославле и Екатеринодаре
- 1901 — в Риге, Ростове-на-Дону, Твери и Смоленске.

В столице, Санкт-Петербурге, трамвай был пущен лишь 29 сентября 1907 года — 27-м по счёту среди городов империи; это было связано с конкуренцией со стороны самой большой в стране системы конного трамвая и с сильным лобби коночных компаний. В азиатской части России первая трамвайная линия была открыта 9 октября 1912 во Владивостоке.

### В Западной Европе

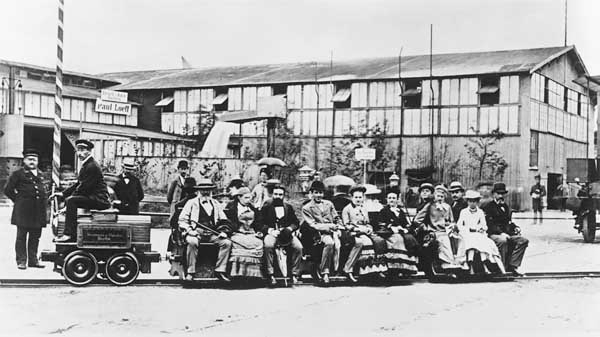
Электрическая железная дорога компании Siemens & Halske на Берлинской выставке 1879 года

Одним из прототипов электрического трамвая стала машина, созданная германским инженером Эрнстом Вернером фон Сименсом. Впервые она была использована в 1879 году на Германской промышленной выставке в Берлине. Локомотив использовался для катания посетителей по территории выставки. Скорость ведомого локомотивом поезда составляла 6,5 км/ч. Локомотив питался от третьего рельса постоянным током напряжением в 150 вольт и имел мощность в 3 л. с. Масса локомотива составляла четверть тонны. К локомотиву цеплялись четыре вагона, каждый из которых имел шесть посадочных мест. За четыре месяца услугами нового транспортного средства воспользовались 86 000 посетителей выставки. Позднее поезд демонстрировался в 1880 году в Дюссельдорфе и Брюсселе, в 1881 году в Париже (в неработающем состоянии), в том же году в действии в Копенгагене и, наконец, в 1882 году в Лондоне (в Хрустальном дворце) и в Петербурге. Ширина колеи, по которой бегал этот полуигрушечный поезд, составляла 508 миллиметров.

Парижский трамвай в конце XIX века

После успеха с выставочным аттракционом Сименс приступил к строительству электрической трамвайной линии в 2,5 км в берлинском пригороде Лихтерфельде. Моторный вагон получал ток напряжением в 100 вольт через оба рельса. Мощность мотора трамвая составляла 5 киловатт. Максимальная скорость движения составляла 20 км/ч. В 1881 году первый трамвай, построенный компанией Siemens & Halske, (использовавший данные Пироцкого и некоторые его решения) прошёл по железной дороге между Берлином и Лихтерфельдом, тем самым открыв эпоху трамвайного движения.
В том же году Сименс построил трамвайную линию такого же типа в Париже.
В 1885 году трамвай появился в Великобритании в английском городе-курорте Блэкпуле. Примечательно то, что первоначальные участки сохранились в первозданном виде, а сам трамвайный транспорт бережно сохраняется в этом городе.

### В США
Появление первых трамваев в США произошло независимо от Европы. Изобретатель Лео Дафт (Leo Daft) начал эксперименты с электрической тягой в 1883 году, построив несколько небольших электровозов (см. историю электровозов). Его работы заинтересовали директора Балтиморской конки, который решил перевести трёхмильную линию на электротягу. Дафт занялся электрификацией линии и созданием электрических трамваев. 10 августа 1885 года на этой линии открылось движение электрического трамвая — первого на американском континенте. Однако система оказалась неработоспособной: использование третьего рельса приводило к коротким замыканиям во время дождя, к тому же напряжение (120 вольт) убивало многих незадачливых мелких животных (кошек, собак), да и для людей было небезопасно. Вскоре от использования на этой линии электричества отказались и вернулись к лошадям.
Однако изобретатель не оставил идею электрического трамвая, и в 1886 году ему удалось создать работоспособную систему, — вместо третьего рельса стала применяться двухпроводная контактная сеть. Двухпроводную контактную сеть Дафта можно считать прообразом изобретённых позднее троллейбусных контактных сетей. Трамваи системы Дафта использовались в Питтсбурге, Нью-Йорке и Цинциннати.
Другим пионером трамваев в Америке был Шарль Ван Депуле (Charles Van Depoele). Узнав об успехе электровоза Сименса в Германии, он устроил демонстрацию собственного экспериментального электрического вагона в 1883 году на промышленной выставке в Чикаго. Его эксперименты вызвали интерес, и к 1886 году в пяти городах США (в том числе в Скрентоне и Миннеаполисе) и одном городе Канады — в Уинсоре — работали трамваи его системы. Для питания он использовал однопроводную контактную сеть. Использовался постоянный ток напряжением в 1400 вольт.
Однако по-настоящему развитие трамваев в США началось после того, как инженер Фрэнк Спрейг (Frank J. Sprague) создал надёжный токосъёмник — троллейную штангу. Троллейный токосъёмник был не только надёжен, но и безопасен по сравнению с третьим рельсом. В 1888 году в Ричмонде (штат Вирджиния) открылась трамвайная сеть, созданная Спрейгом. Очень скоро такие же системы появились и во многих других городах США.
В Европе от питания трамвая через третий рельс тоже быстро отказались, как и от питания от двух обычных рельсов (эта система имела все недостатки системы с третьим рельсом, плюс к тому усложняла конструкцию трамвая, так как требовала изоляции колёсных пар — а иначе колёса и соединяющая их ось вызывали короткое замыкание между рельсами). Однако вместо троллейной штанги Сименс разработал бугельный токосъёмник (выглядит как дуга). В отличие от системы Спрейга, требовавшей устройства стрелок на контактном проводе, система Сименса в таковых не нуждается, что сделало её более простой и надежной. Система Спрейга, являющаяся прародителем троллейбусных контактных сетей, имеет и свойственный им недостаток — сходы троллейбусных штанг с проводов контактной сети по сей день явление нередкое. Тогда как сход бугеля или пантографа с провода контактной сети крайне маловероятен, что позволяет трамваю с бугелем или пантографом двигаться намного быстрее, чем «штанговому» трамваю.

## Золотой век трамваев
Период наиболее быстрого распространения трамвая продолжался с начала XX века и до периода между мировыми войнами. Во многих городах создавались новые трамвайные системы, а уже существующие постоянно расширялись: трамвай фактически стал главным видом городского транспорта. Конный транспорт практически исчез с улиц европейских и американских городов к 1910 году, автобусы пребывали на начальной стадии развития, а автомобили ещё не успели превратиться из роскоши в средство передвижения.
К концу 1920-х стало ясно, что период господства трамвая подходит к концу. Обеспокоенные падением доходов, президенты трамвайных компаний США провели в 1929 году конференцию, на которой было принято решение о разработке серии унифицированных, значительно усовершенствованных вагонов, получивших наименование PCC. Эти вагоны, впервые увидевшие свет в 1934 году, установили новую планку в техническом оснащении, удобстве и внешнем облике трамвая, оказав влияние на всю историю развития трамвая на долгие годы вперёд. Собственно тогда и появился трамвай, на долгие годы — особенно в СССР — ставший классическим.

## Временное исчезновение из многих городов

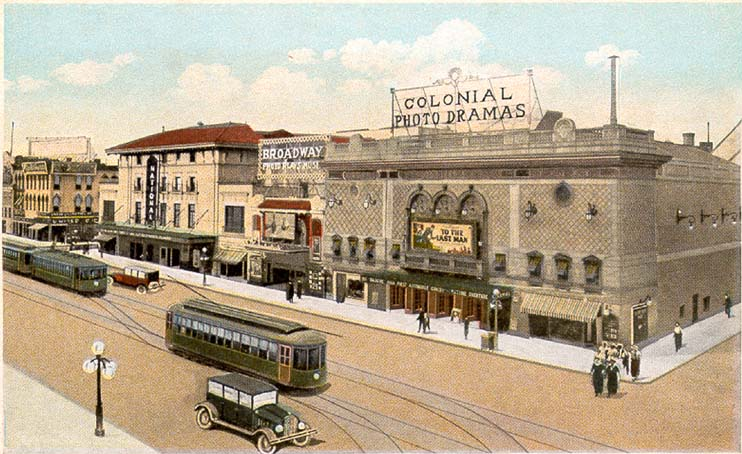
В начале XX века трамваи были неотъемлемой частью любого достаточно крупного американского (и европейского) города

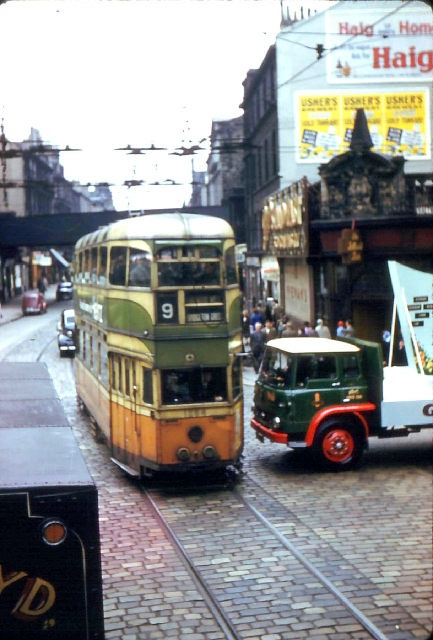
Последние месяцы трамвая в Глазго (фото июнь 1962). Последним днём работы трамвая в этом городе стало 1 сентября 1962

Во многих странах рост популярности автомобилей привёл к быстрому исчезновению трамваев с улиц городов (примерно к концу пятидесятых годов). Трамваям пришлось выдерживать конкуренцию не только с автомобилями, приобретавшимися в личное владение, но и с маршрутным такси, автобусами и троллейбусами. Прежде всего, этот процесс затронул страны Северной Америки и Западной Европы, однако наблюдался он и в Южной Америке, и в азиатских странах. В Восточной Азии — особенно в Японии — трамвай чаще всего заменялся монорельсом или наземными городскими электропоездами.
Правительства, прежде всего, инвестировали в автомобильный транспорт, так как автомобиль обычно рассматривался в качестве символа прогресса. Например, президент Франции Жорж Помпиду сказал в 1971 году: «город должен принять автомобиль».
Технический прогресс повысил надёжность автобусов и троллейбусов, которые сделались серьёзными конкурентами трамвая — в том числе и за счёт того, что они не требовали дорогой инфраструктуры. Зачастую автобусы и троллейбусы также обеспечивали более комфортные условия поездки и более плавное движение, чем старые вагоны трамваев. Поэтому в некоторых местах трамвай заменялся троллейбусом.
Не проводилась модернизация трамвайных сетей, в связи с чем их состояние постоянно ухудшалось, а соответственно ухудшалось и мнение публики о трамваях как виде транспорта.
Трамваи почти полностью исчезли в Северной Америке, Франции (во Франции трамвай сохранился только в Лилле, Сент-Этьене и Марселе), Великобритании (из пятнадцати городов свой трамвай сохранил только Блэкпул), Индии, Турции, Испании, Южной Африке и Австралии (за исключением Мельбурна и Аделаиды). В то же время трамваи сохранялись и модернизировались в Швейцарии, Германии, Австрии, Бельгии, СССР (позднее в России) и других странах, откуда трамвай как вид транспорта позднее перешёл в «контрнаступление» и начал новую экспансию. В некоторых странах ситуация складывалась по отношению к трамваю по-разному в разных городах. Так, в Финляндии был закрыт трамвай в Турку, но сохранился и даже развивался в Хельсинки. В Швеции сохранились трамваи Норрчёпинга и Гётеборга, но при переходе с левостороннего на правостороннее движение была полностью закрыта трамвайная сеть в центре Стокгольма.
Несколько иная эволюция наблюдалась в странах соцлагеря. Автомобилизация провозглашалась как одна из важных целей социалистического развития, но на деле темпы её были очень низки. Поэтому общественный транспорт, в том числе и трамвай, играл жизненно важную роль в жизни общества. Однако начиная с тридцатых годов в СССР, а позже — и в других социалистических странах в качестве альтернативы трамваю стал рассматриваться троллейбус. Темпы развития трамвая снизились, в некоторых местах трамвайные линии заменялись троллейбусными. Многие трамвайные хозяйства понесли ущерб во время Второй мировой войны, — часть из них не восстанавливалась, и потери были возмещены автобусом и троллейбусом.

### Возрождение трамвая

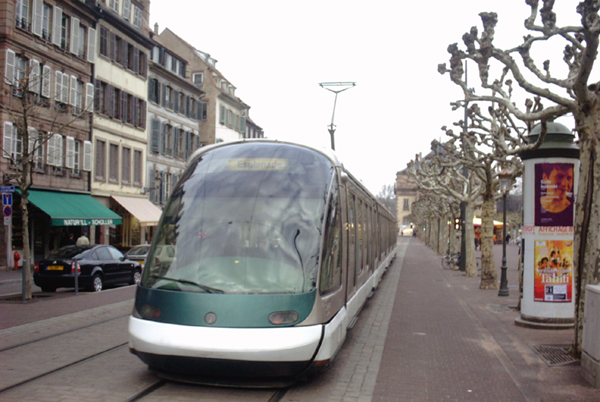
Футуристический трамвай Страсбурга

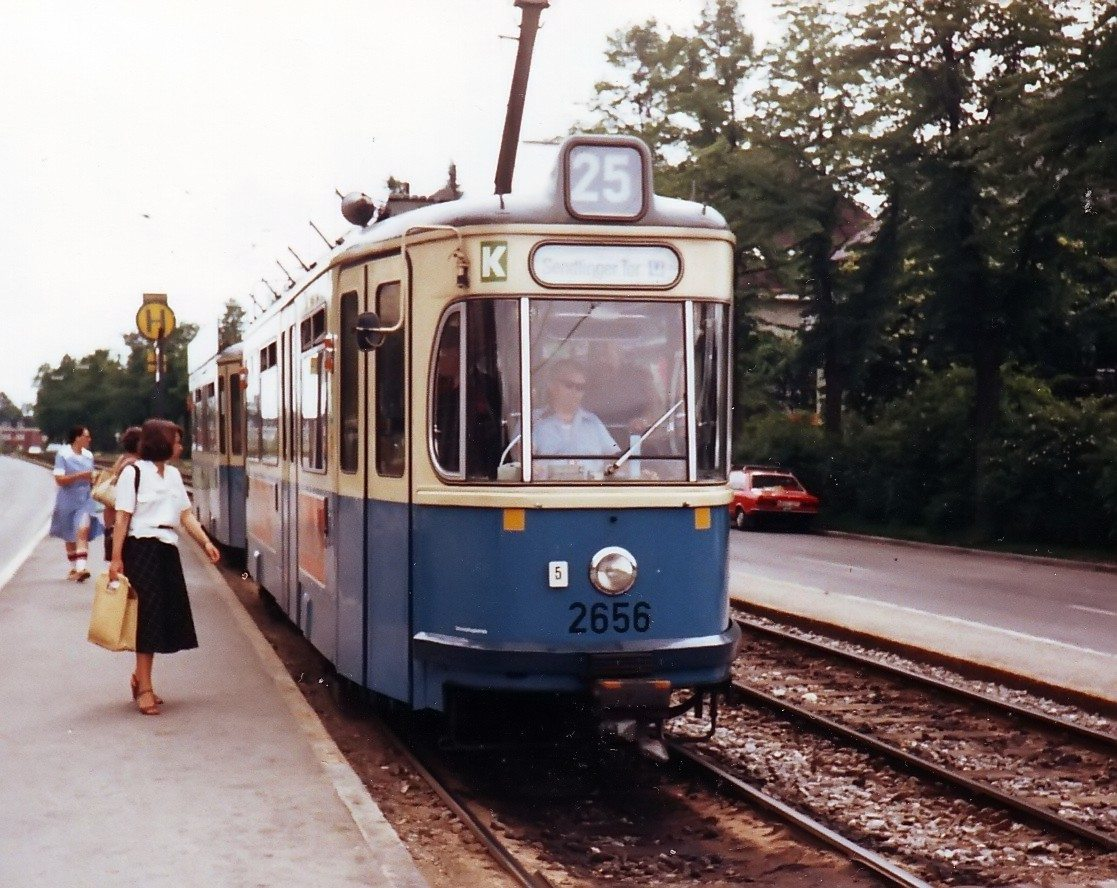
Мюнхен, старый трамвай (1979)

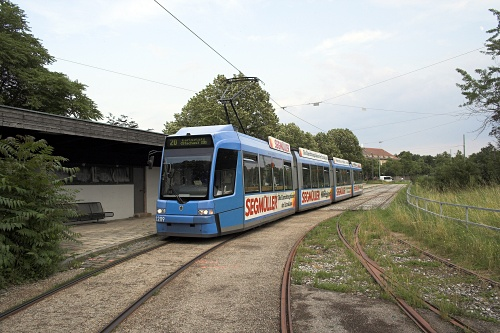
Мюнхен, новый трамвай (2005)

Негативными следствиями массовой автомобилизации — особенно в крупных городах — стали такие проблемы, как: смог, транспортные заторы, шум, дефицит парковочных мест и т. д. Это привело к постепенному пересмотру транспортной политики.
При этом ни автобусы (в том числе троллейбусы), ни метрополитены не были в состоянии решить вставшие проблемы (по крайней мере, полностью). Автобусы не смогли обслужить достаточно высокий пассажиропоток из-за недостаточной вместимости, к тому же при использовании в городах автобусы стояли в пробках вместе с другими автомобилями, что не способствовало их эффективности. Не решало проблему и выделение для автобусно-троллейбусного движения отдельных полос движения, — сказывалась недостаточная вместимость автобусов. Строительство метро требует крупных капиталовложений, а эксплуатация также стоит очень дорого. В результате метрополитен экономически оправдан только в условиях очень большого пассажирского трафика внутри города или городской агломерации. Таким образом, сфера применения метро ограничивается только крупными городами и крупными городскими агломерациями, где и существуют очень большие пассажиропотоки. Во многих городах строительство метрополитена (особенно подземного) невозможно (или неприемлемо дорого) по геологическим причинам или из-за наличия археологических памятников.
На этом фоне более заметными стали преимущества трамвая. Возрождение трамвая началось в конце семидесятых годов. Одни из первых новых трамвайных систем открылись в Канаде — в Эдмонтоне (в 1978) и Калгари (в 1981). На европейском континенте возрождение трамваев началось в Нидерландах, где в 1983 году открылся утрехтский скоростной трамвай, затем инициатива перешла к Франции, где новые трамвайные системы открылись в Нанте в 1985 (см. нантский трамвай) и Гренобле в 1987. Интересно, что именно Франция одной из первых за полвека до этого, ещё в тридцатых годах, стала избавляться от трамвая как от «устаревшего вида транспорта»: например, первый парижский трамвай прекратил своё существование в 1937 году (в 1992 году парижский трамвай возрождён).
В 1994 году новый трамвай открылся в Страсбурге. При этом трамвайным поездам нарочно были приданы футуристические формы. Это делалось для того, чтобы публика перестала ассоциировать трамваи с чем-то архаичным.
И действительно, постепенно европейская публика стала благоволить новому трамваю. Это было связано не только с современным видом новых трамваев, но и с их положительным влиянием на городскую среду. Внедрение трамвая привело к снижению в городах интенсивности автомобильного движения, что, в свою очередь, способствовало организации пешеходных улиц, выделению большего пространства для скверов, площадей (вместо автомобильных парковок) и т. п.
В Мюнхене а преддверии Олимпийских игр 1972 года началась кампания по замене трамваев метрополитеном. К 1990 году строительство метрополитена было в целом завершено, и городские власти приступили к ликвидации обыкновенного уличного трамвая (он был сильно устаревшим, так как финансы главным образом шли на строительство метро). Однако жители, увидевшие преимущества комбинированной (трамвай и метро) системы городского транспорта, воспротивились этим планам. В результате стартовала программа модернизации обыкновенного трамвая.

## Настоящее время

### В Европе
Последние 25 лет стали эпохой настоящего трамвайного бума. Например, в Великобритании, где в конце 1980-х годов трамваи имелись только в одном городе (Блэкпуле), сейчас трамвайное движение открыто в шести городах: Манчестере, Бирмингеме, Ноттингеме, Шеффилде, Эдинбурге и Кройдоне (пригород Лондона). Планы по возрождению трамвайного движения рассматриваются в Ливерпуле и Лондоне (в городском центре).
Во Франции трамваи снова вышли на улицы Бордо, Лиона, Монпелье, Орлеана и ещё восьми городов. По состоянию на начало 2013 года строительство трамвайных систем ведётся в четырёх французских городах, проектирование — в трёх.
Также новые трамвайные системы открылись в Ирландии (Дублин, 2004, до этого трамваев в Ирландии не было), 5 городах Италии, 11 городах Испании (в том числе в Мадриде, Барселоне и Бильбао) и ряде других стран. Однако в то же время во Франции появился новый конкурент трамвая — так называемый «трамвай на шинах» (фр. Tramway sur pneus) — нечто вроде гибрида трамвая и троллейбуса. Сейчас «трамваи на шинах» используются в Нанси (открыт в 2000) и Кане (2002).
Кроме того, существует концепция легкорельсового транспорта, ЛРТ (англ. Light Rail Transit, LRT). Легкорельсовым транспортом называют железнодорожные преимущественно внеуличные пассажирские системы, построенные по облегчённым стандартам и с использованием более экономных инженерных решений в сравнении с железной дорогой и «классическим» метро. От трамвая ЛРТ отличает более высокая степень обособления, а от метро — использование более лёгкого подвижного состава и меньшая стоимость строительства за счёт минимизации дорогостоящих подземных работ. Границы как между ЛРТ и трамваем, так и между ЛРТ и классическим метро или железной дорогой размыты из-за большого разнообразия типов рельсовых транспортных систем.
Во многих городах Германии (например, в Ганновере, Франкфурте) и Франции распространена система метро (в Германии U-Bahn), имеющая небольшое количество подземных станций в центре города, и значительное количество наружных станций непосредственно на улицах города, где поезда мало отличаются от трамваев. Однако в этих городах имеется также независимая чисто трамвайная сеть. Разница между трамваем и метро состоит в том, что в трамваях соединено меньше вагонов и они более манёвренны на улицах, метро состоит из более крупных вагонов, и выходящие на улицу линии метро несколько лучше ограждаются от пешеходов и остального транспорта.

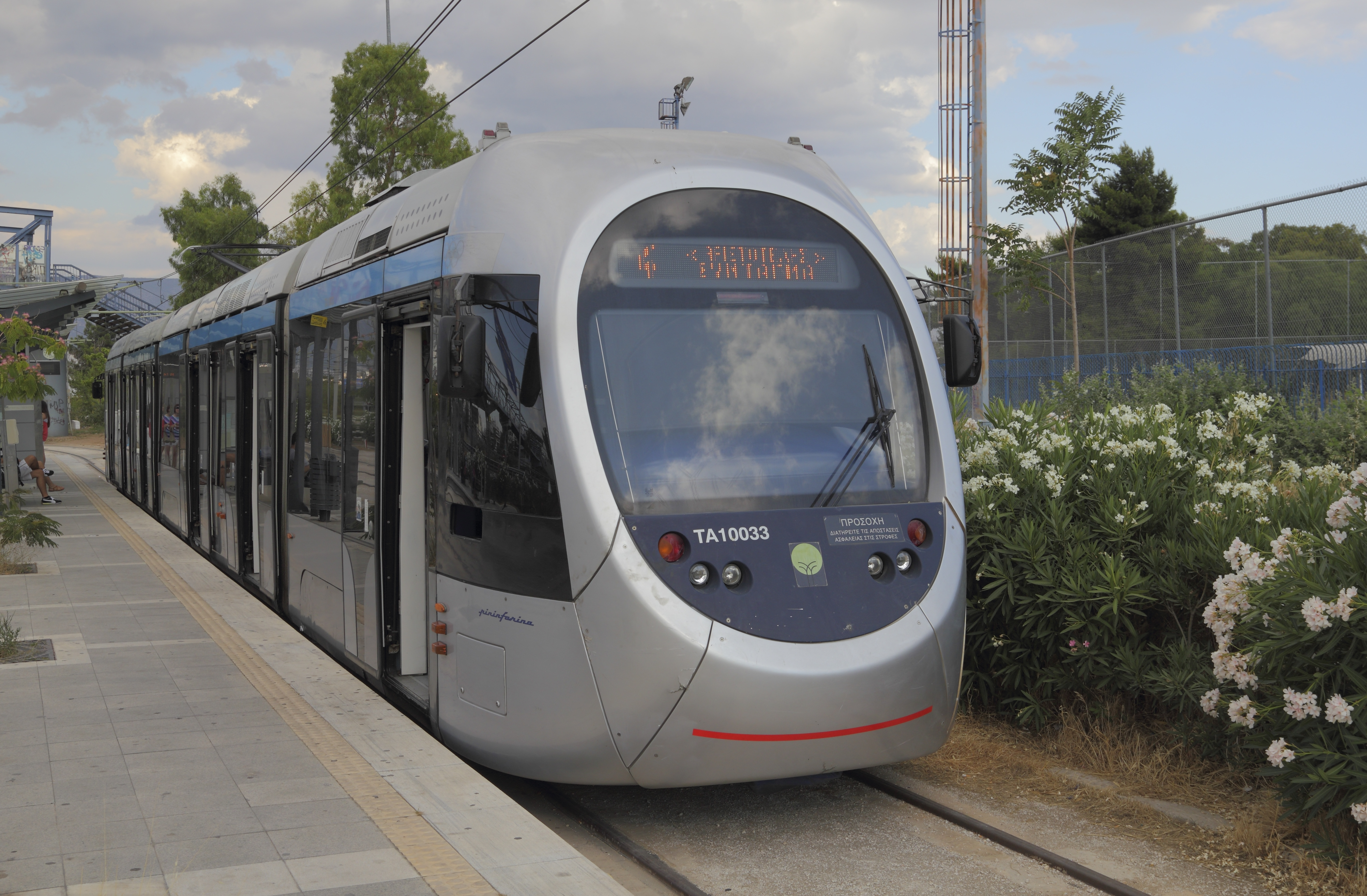
Афины, Греция
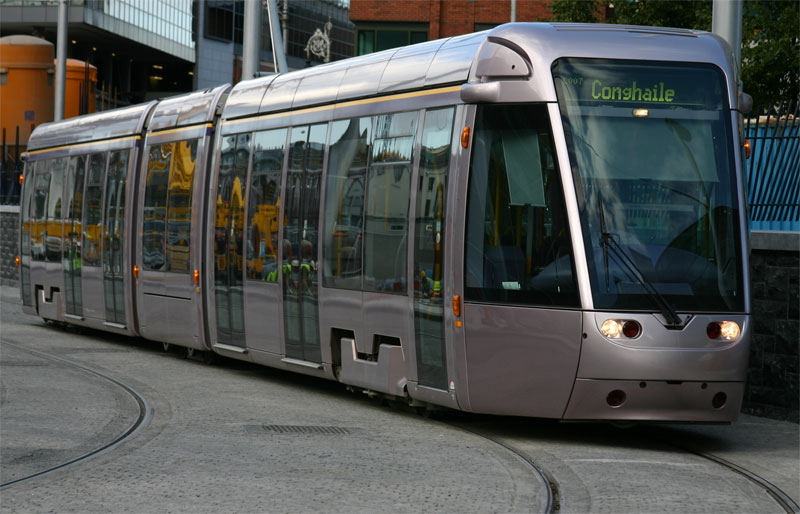
Дублин, Ирландия
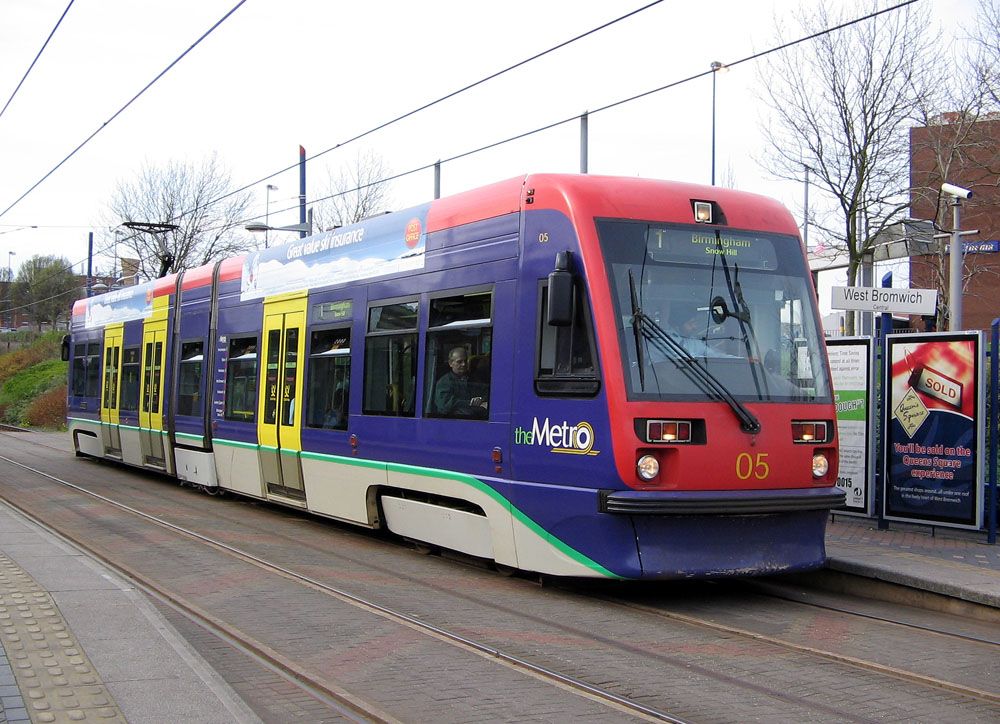
Бирмингем, Великобритания
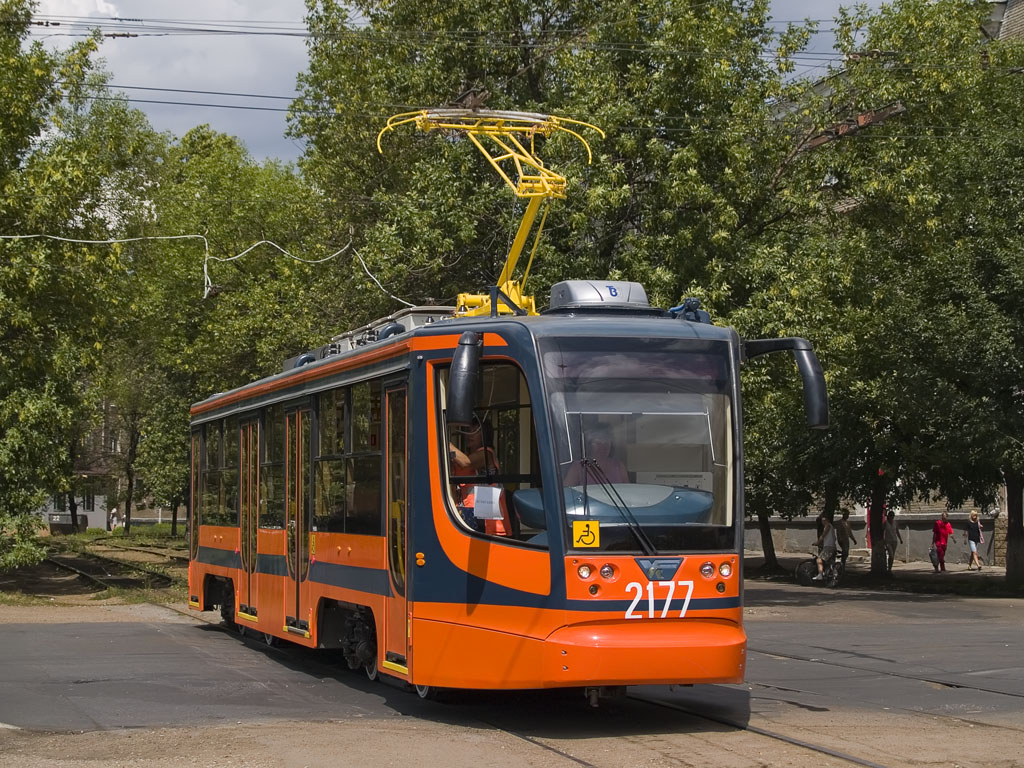
Уфа, Башкортостан

### В Северной Америке
Несколько иная тенденция наблюдается в Северной Америке. Здесь тоже создаются новые системы, которые можно разделить на две категории: легкорельсовый транспорт и исторический трамвай (англ. heritage streetcar).

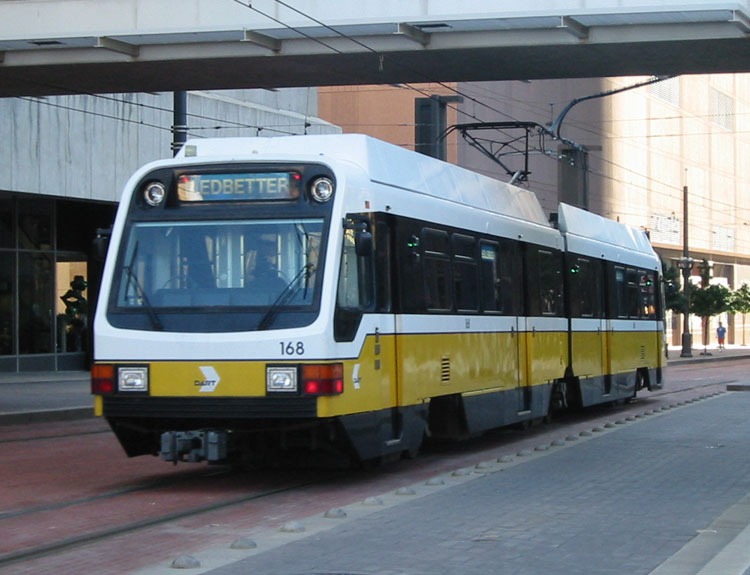
Современный трамвай (по-американски «легкорельсовый транспорт») в Далласе)

Системы легкорельсового транспорта ближе к внеуличным системам рельсового транспорта, хотя в Европе их бы так не назвали. Возможно, название ЛРТ используют из соображений своеобразной политической моды, так это слово ассоциируется с чем-то современным, в отличие от американского названия классических трамваев (streetcar). Некоторые системы легкорельсового транспорта в США работают на дизельной тяге.

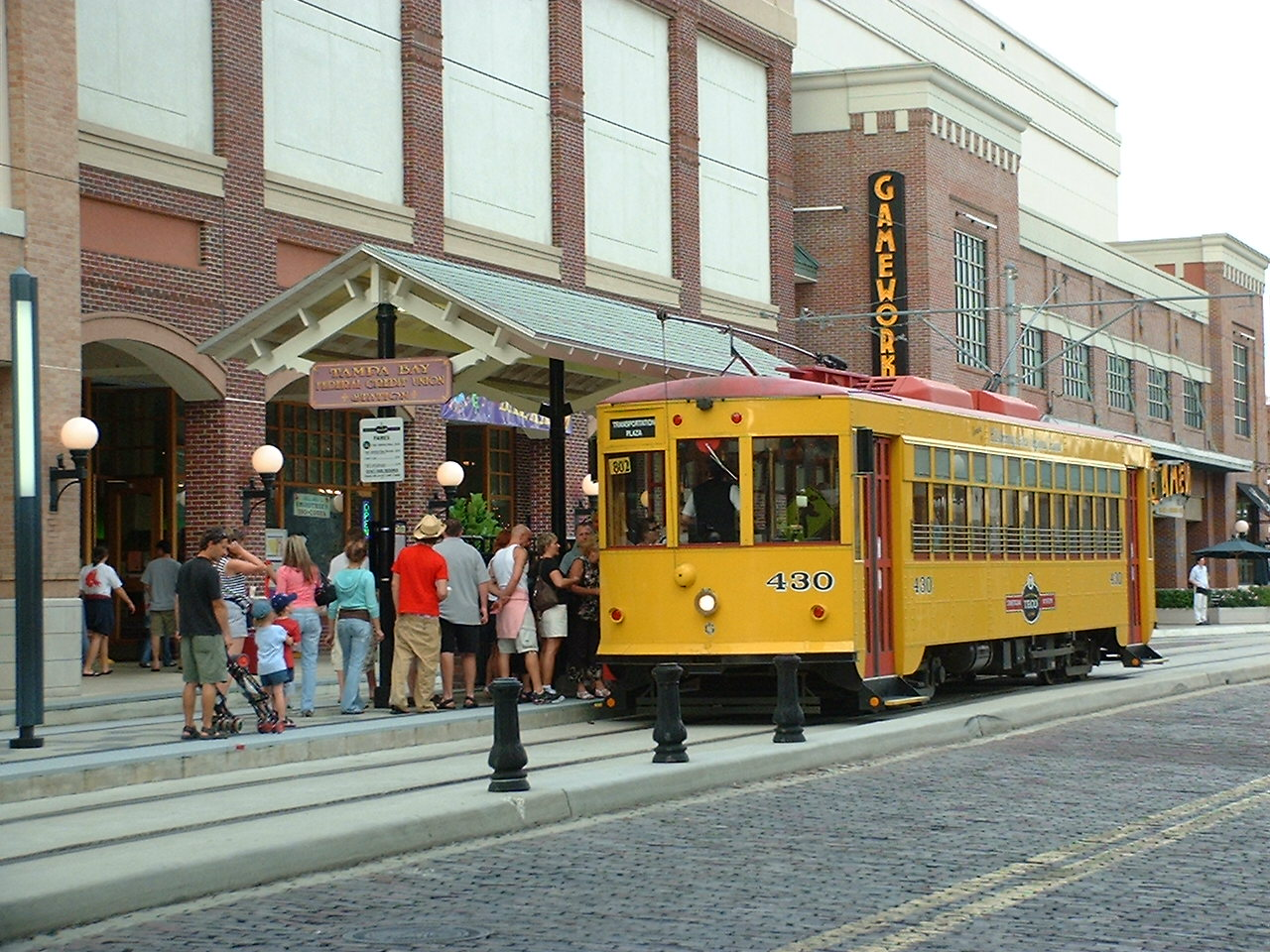
Исторический трамвай

Исторический трамвай — это, как правило, небольшие системы из одного-двух маршрутов, на которых используются либо антикварные, либо стилизованные под старину вагоны. Такие системы устраиваются в туристическо-торговых центрах городов, и первоначально их функции должны были ограничиваться туристическо-аттракционными, но успех некоторых из этих систем привёл к тому, что их владельцы начинают задумываться о расширениях этих систем до уровня полноценного городского транспорта.
В Портленде (штат Орегон, США) была открыта линия обычного, необособленного трамвая с современными вагонами, не подпадающая ни под одно из этих двух определений.

### В других частях света
В Центральной и Южной Америке трамваи не столь популярны. Здесь конкурентами трамвая выступают скоростные автобусные и троллейбусные системы (англ. BRT, Bus Rapid Transit).
В Азии трамвай появился в самом конце XIX века. Первым городом Восточной Азии, который обзавёлся этим средством транспорта, в 1895 году стал Киото. В 1899 году трамвай появился в Сеуле, несколькими годами позднее — в Гонконге и Токио.
Своего максимального развития в Азии трамвай достиг в конце 1930-х гг. В пятидесятые годы, по мере роста автомобильного сообщения, а также под влиянием тогдашней градостроительной моды, трамваи исчезают с улиц большинства крупных и средних городов региона.
Тем не менее, трамвайные системы продолжают действовать в ряде городов Азии, хотя их общее количество «трамвайных» городов меньше, чем в Европе и Северной Америке. В Гонконге работают и пользуются большой популярностью довольно старые двухэтажные трамваи, которые являются и средством транспорта, и туристской достопримечательностью. В Китае начато производство собственных низкопольных вагонов. В Турции и ОАЭ построено несколько новых трамвайных систем на современной технической базе.

## История трамваев в России

### Появление и развитие электрических трамваев в Российской империи

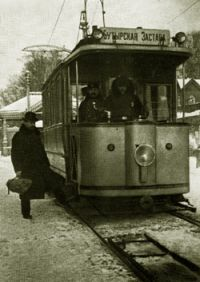
Первый московский трамвай, 1899

Первый трамвай в Российской империи пустили 2 мая 1892 года в Киеве, строил его инженер А. Е. Струве. Затем он появился в Казани (1894), Санкт-Петербурге (1895), Нижнем Новгороде (1896), Екатеринославе и Елисаветграде (1897), Витебске, Курске и Орле (1898), Севастополе и Кременчуге (1899), Астрахани и Екатеринодаре (1900), Лодзи и Твери (1901), Кисловодске (1904), Владикавказ (1904), Харькове (1906), Варшаве и Саратове (1908), Одессе (1910), Архангельске (1916). В Кисловодске и Лодзи по сути своей это были полноценные электрифицированные железные дороги, поскольку сообщались с другими имперскими железнодорожными магистралями, Кисловодский трамвай вообще был грузовым и отдельно пассажирскими перевозками не занимался, а Лодзинский трамвай по сути был первой пригородной электричкой в Российской империи. На Северном Кавказе первые трамвайные линии появились в Пятигорске (1903 г.) и во Владикавказе (1904 г.). В азиатской части России первая трамвайная линия была открыта 9 октября 1912 во Владивостоке. Ввод в эксплуатацию трамвая в некоторых городах Европейской части России не состоялся из-за начала Первой мировой войны. В столичных же городах — Петербурге и Москве — ему пришлось выдержать борьбу с конкурентами — конками (в Киеве такой борьбы практически не было из-за сложного рельефа — лошади на мощёной камнем и скользкой для их подков даже в сухую погоду дороге не справлялись с крутыми подъёмами и из-за особенностей анатомии ещё хуже со спусками). Процесс перехода с конной тяги на электричество был весьма непростым и затянулся по времени. Поскольку на момент своего создания большей частью это были неэлектрифицированные трамвайные маршруты с трамваями на конской тяге, трамвайная колея в Москве и Петербурге была ширококолейной, в остальных же городах, где трамвай изначально создавался электрическим, маршруты были узкоколейными. В Нижнем Новгороде было две колеи — верхняя сеть была узкоколейной, а нижняя ширококолейной. Практически каждое такое трамвайное предприятие работало на правах концессии и представляло собой отдельное акционерное общество с иностранными инвестициями с уставным капиталом в иностранной валюте и, в отличие от будущих советских трамвайно-троллейбусных управлений, не было подотчётно ни городским, ни царским властям, а лишь своим концессионерам — в форме собрания акционеров или других организационных формах, потому как приоритетом являлось не обустройство городской транспортной инфраструктуры, а непосредственное извлечение прибыли от перевозки пассажиров. Трамваи обеспечивали весьма быструю окупаемость и возврат вложенных инвестиций, так, на примере московского трамвая даже в первые годы его эксплуатации соотношение чистой выручки к валовому доходу превысило 1:5 (то есть свыше 20 %). Поскольку своего машиностроения Россия кроме Мытищинского вагоностроительного завода и Ревельского завода «Двигатель» на тот момент практически не имела (а перечисленные предприятия тоже зависели от поставок иностранного оборудования и комплектующих), вагоны как простые на конной тяге, так и работавшие от электросети, вместе со всем генераторным оборудованием к ним, также закупались за рубежом, прежде всего в США и Германии (где лидировали «Westinghouse» и «Сименс-Шуккерт»), некоторых других развитых странах, которые тогда переживали бум трамваестроения, предложение производимых трамваев на национальном рынке намного превышало спрос и требовало обширных внешних рынков сбыта, где Российская империя выступала их заказчиком номер один. Иностранное генераторное оборудование постоянно выходило из строя (особенно часто — коллектора ДПТ) и необходимы были регулярные закупки иностранных же запчастей к нему. Владельцы конок, частные и акционерные общества, получившие в своё время права на устройство «конно-железных дорог», долго не хотели возвращать эти права обратно. Закон Российской империи стоял на их стороне, а в выданных правах говорилось, что городская управа в течение пятидесяти лет не может без согласия «коночных» хозяев использовать на улицах какой-либо другой вид транспорта, соответственно этому процесс захвата рынка электрическим лобби сопровождался обширнейшей коррупцией и подкупом, как чиновников имперского правительства, так и местных городских властей, дум, управ и т. д. Против многомиллионных расточительных и во многом непрозрачных схем выступали Военное ведомство, духовенство, владельцы доходной недвижимости, мимо собственности которых дребезжал трамвай и тем самым снижал её привлекательность для квартиросъёмщиков, а также корпорация извозчиков, которая теряла львиную долю своей клиентской базы. Главными владельцами трамвайных предприятий в России, причём как конных, так и электрических, были бельгийские предприниматели, по сути они заняли эту нишу рынка (а вместе с ней рынок газификации, освещения и электрификации в России), создав в нём практически монополию и получили концессии на постройку и эксплуатацию трамвайных сетей в городах Астрахань, Варшава, Витебск, Екатеринослав, Казань, Киев, Кременчуг, Курск, Нахичевань, Одесса, Орёл, Ростов-на-Дону, Саратов, Севастополь, Ташкент, Тифлис, Харьков, Ярославль (не все из указанных были запущены в эксплуатацию в царское время по причине названной выше). «Бельгийские кандалы» продержались до Октябрьской революции, не помогли даже попытки демонополизации отрасли осуществлявшиеся Председателем Совета министров П. А. Столыпиным. Соответственно описываемым выше обстоятельствам, обслуживаемые линии охватывали как правило только центр города, а не его рабочие окраины и промзону, поскольку там концентрировалось наиболее платежеспособное население, — трамвай на тот момент являлся престижным и в большей степени новомодным, нежели практичным средством передвижения для зажиточных горожан, а не социальных «низов» как в советское и постсоветское время, билет стоил в среднем 20 копеек на местах первого класса и 6—11 на местах второго класса (места в любом общественном транспорте тогда стратифицировались) — это эквивалентно килограмму говядины (11 коп) или килограмму мыла (21 коп) в ценах 1899 года. В ту пору 20—25 копеек в среднем стоило в столице заказать себе в один конец извозчика (тогдашнее такси), «от двери до двери», что было гораздо быстрее и удобнее, чем добираться до трамвайных путей и дожидаться там трамвая. Проезд на конно-железнодорожных линиях был дешевле и обходился от 3 до 7 копеек при пользовании билетами с пересадками, что также было не по карману для большей части населения при средней зарплате рабочего 29 руб в месяц. По мере своего развития, трамваи стали выполнять более важную роль в системе общественного транспорта в России, многократно выросла протяжённость трамвайных путей и пассажиропоток, а с ними и прибыль от перевозок — этим объяснялись обильный приток иностранных инвестиций и капиталов в эту отрасль. Всего до революции в России функционировало 36 трамвайных предприятий в 35 городах, 27 из которых были концессионными.
Список городов Российской империи, в которых к 1902 г. проектировались электрические трамваи
(указаны тогдашние названия городов в составе Российской империи)
| 1.  | Астрахань          | * |
| 2.  | Баку               |   |
| 3.  | Бобруйск           |   |
| 4.  | Брест-Литовск      |   |
| 5.  | Белосток           |   |
| 6.  | Владивосток        |   |
| 7.  | Гродно             | * |
| 8.  | Двинск             |   |
| 9.  | Екатеринодар       |   |
| 10. | Иваново-Вознесенск |   |

| 11. | Каменец-Подольск |   |
| 12. | Козлов           |   |
| 13. | Кострома         |   |
| 14. | Кременчуг        |   |
| 15. | Керч             |   |
| 16. | Кронштадт        |   |
| 17. | Кутаис           |   |
| 18. | Либава           | * |
| 19. | Лодзь            | * |
| 20. | Люблин           |   |

| 21. | Мариуполь    |   |
| 22. | Новгород     |   |
| 23. | Новороссийск |   |
| 24. | Новочеркасск |   |
| 25. | Омск         | * |
| 26. | Оренбург     |   |
| 27. | Пенза        |   |
| 28. | Полтава      |   |
| 29. | Псков        |   |
| 30. | Рязань       | * |

| 31. | Симбирск    |   |
| 32. | Симферополь | * |
| 33. | Смоленск    | * |
| 34. | Ставрополь  |   |
| 35. | Таганрог    |   |
| 36. | Тамбов      |   |
| 37. | Ташкент     | * |
| 38. | Тверь       |   |
| 39. | Томск       | * |
| 40. | Уфа         |   |

| 41. | Херсон    |  |
| 42. | Царицын   |  |
| 43. | Чернигов  |  |
| 44. | Юрьев     |  |
| 45. | Ярославль |  |
| 46. | Якутск    |  |
| 47. | Феодосия  |  |

Старейший трамвай в современной России находится в Калининграде. Во время открытия электрического трамвая в 1895 году (конка существовала с 1881 года) этот город назывался Кёнигсбергом и входил в состав Германской империи.
В Москве трамвай пошёл только (26 марта) 7 апреля 1899 год и повёл первый трамвай Осип Васильевич Конов, а в Петербурге — лишь (16) 29 сентября 1907 года, несмотря на то, что первая трамвайная линия там была проложена ещё в 1894 году прямо по льду Невы.

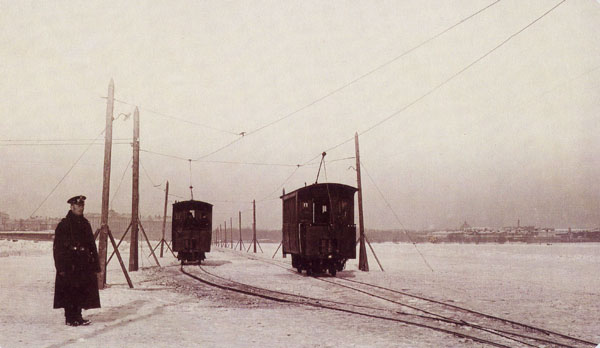
Трамваи едут по льду Невы

«Ледяные» трамваи ходили несколькими маршрутами: Сенатская площадь — Васильевский остров, Дворцовая набережная — Мытнинская набережная, Марсово поле — Выборгская сторона. Рельсы и шпалы просто укладывались на ледяную поверхность, а столбы для проводов вмораживались в лёд. Ледяные трамваи начали действовать зимой 1904-05 годов. Их появление было связано с тем, что конки фактически были монополистами: по условиям договоров, общества конных железных дорог имели аренду земельных участков всех центральных улиц. Однако трамваи по льду Невы пускали и после того, как конки утратили монополию на общественный транспорт. По крайней мере, сохранилась фотография такого трамвая, датированная 1914 годом.
До революции в Петербурге появилась и уникальная пригородная линия в Стрельну, Петергоф и Ораниенбаум, ОРАНЭЛ, которая в 1929 году была включена в городскую сеть.
Трамвай в дореволюционной России (в отличие от США) не был распространённым явлением, и его появление было связано с экономическим статусом городов, наличием спроса у его жителей и активностью местных властей. До 1917 года, помимо систем в Москве и Санкт-Петербурге, было открыто движение ещё примерно в полутора десятках городов, среди которых половину составляли торгово-промышленные города на Волге (Тверь, Ярославль, Нижний Новгород, Казань, Самара, Саратов, Царицын).
До Революции большинство открывавшихся трамвайных сетей были узкоколейными. Однако по вагонам перевес был в пользу ширококолейных, так как ширококолейными были две крупнейшие сети страны — Московская и Петроградская. В Ростове-на-Дону трамвай имел стефенсоновскую колею 1435 мм, в Киеве — 1511 мм (из-за небольшой разницы со стандартной колеёй 1524 мм существовала совместимость по подвижному составу). Некоторые города имели по две сети разной колеи, например, в Нижнем Новгороде верхняя сеть была узкоколейной, а нижняя — ширококолейной.

### Период революции и разрухи

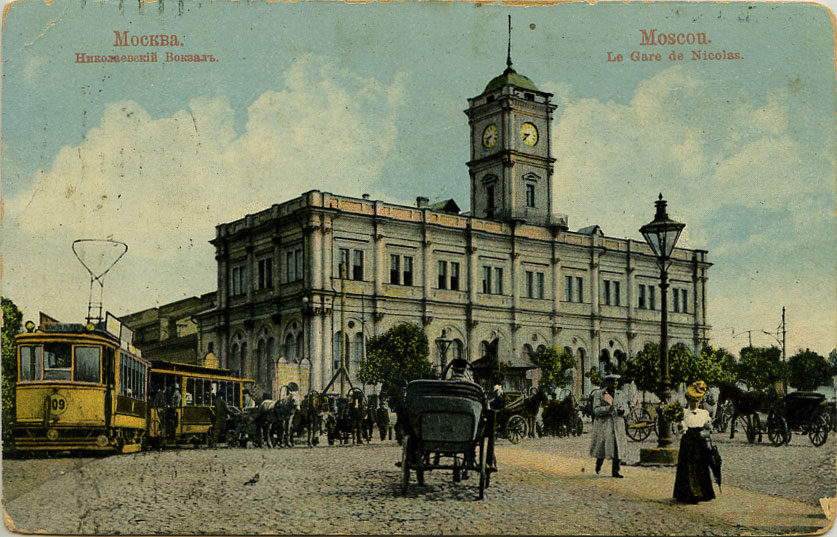
Трамвай на площади у Николаевского вокзала в Москве. Открытка, около 1917 года

В 1917 трамвай в Москве и других городах работал нестабильно — из-за военных действий, уличных боёв, забастовок, перебоев с подачей электричества; были случаи закрытия движения на несколько дней подряд.
В период Гражданской войны и Военного коммунизма трамвай переживал тяжёлые времена. Трамвайные хозяйства фронтовых городов несли ущерб в ходе военных действий. Для солдат, рабочих и служащих советскими властями был введён бесплатный проезд по карточкам, из-за чего трамвайные хозяйства потеряли источники финансирования, а следовательно — возможность удерживать у себя специалистов, проводить ремонты и обслуживание вагонов и путей.
Трамвайное сообщение повсеместно пришло в упадок и фактически перестало существовать. Так, в Москве в начале 1920 года в пассажирском движении находилось только 9 вагонов — по заявкам организаций.

### Восстановление трамвая
С 1921 года начался период восстановления трамвайного движения в городах РСФСР. Была отменена практика бесплатного проезда в трамвае, введённая в период военного коммунизма, что помогло улучшить условия труда на трамвае, вновь привлечь специалистов и вожатых и выполнить ремонт многих заброшенных ранее вагонов. В 1922 году впервые после долгого перерыва в Москве были открыты для движения новые участки.
О важности трамвая для новых властей свидетельствует фраза, сказанная «всесоюзным старостой» М. И. Калининым: «Если в городе работает трамвай — значит, в городе действует Советская власть.» Трамвайные сети Москвы и Петрограда восстанавливались и бурно развивались. Открывались в это время трамвайные линии в городах, ранее не имевших трамвая. В «Двенадцати стульях» Ильфа и Петрова иронично описывается строительство трамвая в Старгороде, прототипом которого, вероятно, послужило строительство в Богородске (ныне Ногинск), хотя эту честь оспаривает и Воронеж.

### Трамвай в СССР. Курс на стандартизацию и унификацию
В декабре 1922 года в Москве была созвана Всероссийская трамвайная конференция, главной темой которой стало восстановление трамвайного движения в городах. Ключевым вопросом конференции стала стандартизация хозяйства. Опыт Москвы, где была достигнута высокая унификация подвижного состава, показал, что у унификации есть сильные стороны: снижается потребность в разных деталях, массовое производство однотипного подвижного состава сильно его удешевляет, дешевле обходятся его содержание и ремонты. С другой стороны, московский подвижной состав уже успел морально устареть. Было принято решение о политике унификации подвижного состава во всех городах России. Для городов с населением от 450 тыс. человек (за исключением Москвы и Петрограда) было предложено использовать двухосные моторные вагоны на 24 места для сидения, массой порядка 10,5 т. Для более мелких населенных пунктов подошли бы и 18-местные моторные вагоны массой 8,5 т. Для Москвы, где такие вагоны были недостаточны, было решено разработать более вместительные 38-местные четырёхосные вагоны. Таким образом, основным направлением развития трамвая на грядущие годы стала унификация и стандартизация. Одним из направлений достижения этой цели стала перешивка узкоколейных трамвайных линий на широкую колею, что позволило бы избежать необходимости производства узкоколейного подвижного состава.
Помимо прочих вопросов, конференция уделила время изучению опыта развития трамвая Веймарской Германии. Конференция постановила учредить бюро, которое бы впредь созывало трамвайные съезды для обсуждения насущных вопросов. Как и в царское время, первые советские трамвайные предприятия были концессионными и принадлежали иностранному капиталу, действовали на территории РСФСР под юрисдикцией Главконцесскома. Кроме трамваев, иностранные концессии владели правами на проектировавшийся Московский метрополитен (стоимостью 30 млн руб).
Всего в период НЭПа действовали следующие концессионные трамвайные предприятия:
Перечень коммунальных концессионных метростроительных и трамвайных предприятий периода НЭПа
(указаны тогдашние названия городов в составе РСФСР и СССР)
| Город              | Стоимость (млн руб) |
| ------------------ | ------------------- |
| Омск               | 2,5                 |
| Иваново-Вознесенск | 2,0                 |
| Новороссийск       | 2,5                 |
| Грозный            | 2,5                 |
| Новосибирск        | 1,8                 |
| Таганрог           | 2,5                 |
| Уфа                | 2,8                 |
| Пермь              | 2,5                 |

| Город     | Стоимость (млн руб) |
| --------- | ------------------- |
| Оренбург  | 2,5                 |
| Полтава   | 2,0                 |
| Луганск   | 2,1                 |
| Эривань   | 7,3                 |
| Гянджа    | 2,7                 |
| Самарканд | 3,0                 |
| Ашхабад   |                     |
| Богородск |                     |

С момента введения концессий в Советской России и до начала войны в трамвайные предприятия СССР было инвестировано 260 млн руб концессионного капитала, что составляет 75 % от всех капиталовложений в эту отрасль.
В 1923 году было восстановлено трамвайное движение в Нижнем Новгороде по верхней и нижней сетям с перешивкой верхней сети на широкую колею и устройством по ней двухпутного движения, восстановлена работа элеваторов, соединявших верхнюю и нижнюю части города.
В 1927 году Москва получила с Коломенского завода первые четырёхосные вагоны, получившие маркировку «КМ» («коломенский моторный»). Эти вагоны были оснащены двумя мощными двигателями, позволявшими им перемещать один четырёхосный прицеп «КП» («коломенский прицепной»), выпуск которых был начат в 1930 году, или два старых двухосных прицепа «С».
С 1927 по 1929 годы в столице Украины Харькове была проведена большая работа по перешивке 70-километровой сети с метровой колеи на широкую. Это решение позволило использовать в производстве и ремонте подвижного состава выпускающиеся крупными партиями детали и узлы для железной дороги, что сильно удешевило работу трамвая. В 1929 году город наконец-то получил опытную партию тех самых, задуманных конференцией 1922 года, «стандартных трамвайных вагонов». Моторные вагоны этого типа получили обозначение серии «Х» («харьковские») и стали производиться в массовых количествах в вариантах с кузовом шириной 2,2 м, 2,4 м и 2,6 м и поставляться в города СССР. Подходящие для «Х» стандартные прицепные вагоны получили обозначение «М» («мытищинские»). Однако короткий вариант для малых городов так и не пошёл в серию, а многие новшества, как, скажем, автоматические двери или косвенная система управления, так и не были воплощены в жизнь. Увы, новый «стандартный трамвайный вагон» оказался на момент начала выпуска уже морально устаревшим.
Третий Всесоюзный трамвайно-автобусный съезд, проведённый в Москве в 1930 году, рекомендовал опыт Харькова к повсеместному внедрению, а производство узкоколейного подвижного состава в СССР было свёрнуто.
Единственным городом, строившим свои трамваи самостоятельно, стал Ленинград. В 1932 году город впервые получил четырёхосные вагоны — это были вагоны «КМ». Их конструкцию изучили на местном вагоноремонтном заводе, а тележки и электрооборудование части вагонов использовали для изготовления опытной партии вагонов. В следующем году был создан проект, и начался выпуск собственных трамвайных вагонов, имевших небывало большой габарит и вместимость. Трамваи получили названия «МА/ПА» (моторный и прицепной американского типа), впоследствии они были переименованы в «ЛМ/ЛП-33» (ленинградские моторный и прицепной 1933 года). После этого и до 2010-х годов городской трамвай обходится продукцией почти исключительно местного производства.

### Развитие трамвая в предвоенный период
1929 год также ознаменовал собой новую веху в развитии трамвая в больших городах. В Москве росло не только трамвайное движение, но и автомобильное — грузовое и легковое. На участке Тверской улицы от Страстной до Триумфальной площади впервые ради облегчения движения транспортного потока было снято движение трамвая. В других местах стали производиться в тех же целях перекладки путей с середины проезжей части улицы, а иногда и с загруженных улиц на параллельные им. В то же время напряжённость движения на трамвае всё росла, и трамвай — главный транспорт города — перестал справляться с пассажиропотоками. Было принято решение о строительстве метро, и в 1935 году открылась первая в СССР его линия.
С той поры роль трамвая в Москве (а потом и в других городах, где открывалось метро) стала снижаться. Постановление СНК СССР и ЦК ВКП(б) июля 1935 года гласило: «В связи с развитием метро, автобусного и троллейбусного движения в центре города считать необходимым снять с наиболее напряженных улиц трамвайное движение с перенесением его на окраинные улицы города.»
Тем не менее, трамвай успешно конкурировал и с метро. Так, в Санкт-Петербурге вплоть до начала «трамвайного погрома» в 1990-х годах трамвай не уступал метрополитену по доле пассажироперевозок.
К 30-м годам относится несколько попыток создания более совершенных образцов подвижного состава.
В 1934 году в московском трамвайном депо имени Щепетильникова было организовано конструкторское бюро, разрабатывавшее новый проект трамвая. В 1936 году на СВАРЗе были построены 4 опытных образца, и после доводки проекта в 1939 году в Мытищах был начат выпуск вагонов, получивших название М-38.
Эти вагоны соответствовали мировому техническому уровню тех лет. Впервые в российском и советском трамваестроении они имели цельнометаллический сварной кузов, нового типа тележку с подрезиненными колёсами, косвенную реостатно-контакторную систему управления, позволявшую эксплуатировать вагон по системе многих единиц (хотя на практике эта возможность никогда не использовалась), были оборудованы пантографом и рекуперативным электрическим тормозом. Вагоны М-38 имели длину 15 м, массу 20 т; четыре двигателя имели общую мощность 220 кВт. У вагона было три автоматических ширмовых двери (средняя дверь была сдвоенной). Вместимость вагона была 190 человек, вагон имел отличные динамические качества и максимальную скорость 55 км/ч. С 1939 по 1941 год было выпущено 60 вагонов.
В 1936 году на ленинградском ВАРЗе был построен поезд из моторного и прицепного вагонов МЧ/ПЧ (позже получивший обозначение ЛМ/ЛП-36). Вагоны имели цельнометаллический сварной кузов, массу 21,5 т, три автоматические двери, косвенную реостатно-контакторную систему управления. Некоторые решения, применённые в этом поезде, оказались неудачными, в серию он не пошёл.
Также цельнометаллические вагоны (КТЦ) строились в Киеве.
Ни один экземпляр М-38, ЛМ/ЛП-36 или КТЦ не сохранился до сегодняшнего дня.

### Трамвай в годы Войны
Великая Отечественная война 1941—1945 гг. нанесла большой ущерб трамвайным хозяйствам СССР. Боевые действия, бомбёжки, диверсии приводили к повреждению или уничтожению вагонов, путей, строений и оборудования депо. Повреждения объектов энергохозяйства также приводили к остановкам в работе трамвая. Трамвайные хозяйства были лишены обученных кадров из-за мобилизации и ухода в Народное ополчение; приходилось спешно готовить новые кадры им на замену. Среди работников резко выросла доля женщин, а нагрузка на них возросла многократно. Техника и пути в годы войны не обслуживались в полном объёме и работали «на износ».
В городах СССР вводилось военное положение. Режим светомаскировки требовал на трамвае в ночное время уменьшать освещение салона и накал фар и ламп, принимать меры для устранения искрения при токосъёме, маскировать депо, мастерские и заводы.
В Москве, как и в других городах, для персонала трамвая были разработаны правила поведения при воздушной и химической тревоге. Для оперативного устранения последствий бомбёжек создавались пожарные и восстановительные команды и поезда. Строились укрытия и убежища. Авианалёты, начавшиеся в ночь с 21 на 22 июля 1941, повторялись затем еженочно, делая невозможным ночной ремонт вагонов. Как следствие, обслуживание их ухудшилось. Спешная расстановка вагонов на улицах при объявлении тревог приводила к авариям.
В критические дни октября 1941 объекты трамвая среди прочих важнейших объектов Москвы были подготовлены к уничтожению, в городе было введено осадное положение. Время движения было сокращено, ночное движение сведено к необходимому минимуму. Эвакуация жителей из Москвы, ухудшение состояния путей и вагонов, простои из-за ещё более участившихся воздушных тревог привели к сокращению перевозок. Возможности трамвайного хозяйства также оскудевали, требуя приспособления к меняющимся пассажиропотокам. Часть маршрутов была отменена, часть — изменена; впоследствии трамвайщики продолжали отслеживать изменения в пассажиропотоках и приспосабливать к ним маршрутную сеть. В то же время в городах востока Европейской части страны, Урала, Сибири, куда были эвакуированы многие предприятия с запада, остро стояла проблема перевозок рабочих. Москва и другие города передавали туда свои вагоны.
Термитно-стрелочный завод и другие подразделения московского трамвая были задействованы для изготовления противотанковых ежей, в мастерских производилась разнообразная продукция военного назначения. Ремонты вагонов на СВАРЗе были резко сокращены ради выпуска военной продукции.
На протяжении 1942 года работа московского трамвая (и транспорта в целом) продолжала ухудшаться, и к зиме 1942—1943 года ситуация стала критической. Это вынудило Московский городской комитет ВКП(б) и Моссовет принять меры к улучшению работы трамвая. На лето 1943 года было принято решение резко увеличить объёмы капитального ремонта путей и ремонта вагонов. Осенью из-за возврата в Москву эвакуированных ранее учреждений было продлено время работы пассажирского трамвая ночью; выпуск вагонов на линии был увеличен. Трамвай, как и город, стал вновь оживать.
Важность трамвая для обеспечения работы московской промышленности осознавалась на самом высоком уровне. В 1944 году, благодаря решениям Моссовета и ГКО, трамвай стал получать помощь от ряда московских и подмосковных заводов в форме станков и оборудования, деталей, шпал, рельсов. Пополнились и кадры трамвая. В результате выпуск вагонов был увеличен. Была открыта новая линия в город Тушино, к крупному машиностроительному заводу (завод № 82 НКАП). Строились в 1944—1945 гг. и другие объекты: разворотные кольца, конечные станции.
Трудно приходилось средним и малым трамвайным хозяйствам. Например, в тыловом Горьком немецкая авиация неоднократно бомбила ГАЗ и другие промышленные предприятия. Доставалось и трамваю. После одного из налётов в 1942 году разрушенными оказались несколько километров пути в Автозаводском районе города. Несмотря на нехватку техники, рельсов и шпал, движение было восстановлено через 12 часов. Вагоноремонтный завод в годы войны не действовал — на его площадях был развёрнут эвакуированный из Брянска завод по производству боеприпасов. К концу войны горьковский трамвай подошёл «на последнем издыхании» и требовал большой работы по восстановлению.
Трамвайные пути во многих городах использовались для грузовых перевозок как дублёры железнодорожных линий. Например, в Горьком в отсутствие железнодорожного моста через Оку для перевозки поездов между двумя её берегами использовалась трамвайная сеть, напрямую соединённая с железнодорожной. В Ленинграде также трамвайные пути использовались для доставки грузов на склады непосредственно в железнодорожных вагонах паровозами. Такое использование трамвайных путей приводило к их быстрому износу.
В Ленинграде ещё до начала войны на случай разрушения единственного железнодорожного моста через Неву была подготовлена запасная трасса для железнодорожных перевозок по трамвайным путям.
Массовая мобилизация автомобилей для нужд фронта и острый дефицит топлива обострили проблему грузовых перевозок для нужд промышленности и хозяйства. Восполнить эту убыль были призваны грузовые трамваи и троллейбусы. В некоторых городах сооружались новые ветки к заводам, складам, портам, электростанциям. Так, в Москве протяжённость грузовых путей увеличилась за годы войны на десятки километров. При необходимости в грузовые переоборудовалась часть пассажирских вагонов, строились и новые грузовые вагоны.
В городах, к которым приближалась линия фронта, трамваи использовались для фронтовых перевозок войск, военной техники, боеприпасов. Известен пример создания броневого трамвая в Ленинграде. Для перевозок раненых в прифронтовых городах, в городах с госпиталями часть пассажирских вагонов переоборудовалась в санитарные.

### Развитие трамвая в послевоенный период
Сразу же после окончания Великой Отечественной войны трамвайные хозяйства столкнулись с серьёзной проблемой восстановления разрушенной инфраструктуры. И, хотя большая часть путей и подвижного состава была довольно быстро восстановлена и введена в эксплуатацию, на некоторых маршрутах, где восстановление было слишком трудоемким или нецелесообразным, трамвай был заменен троллейбусами и автобусами. Таким образом прекратила своё существование одна из немногих междугородних линий трамвая Киев — Бровары, где вместо трамвая был введен автобус.
В то время как в мегаполисах трамвай частично вытеснялся метро, в городах с населением менее миллиона человек трамвай продолжал динамично развиваться.

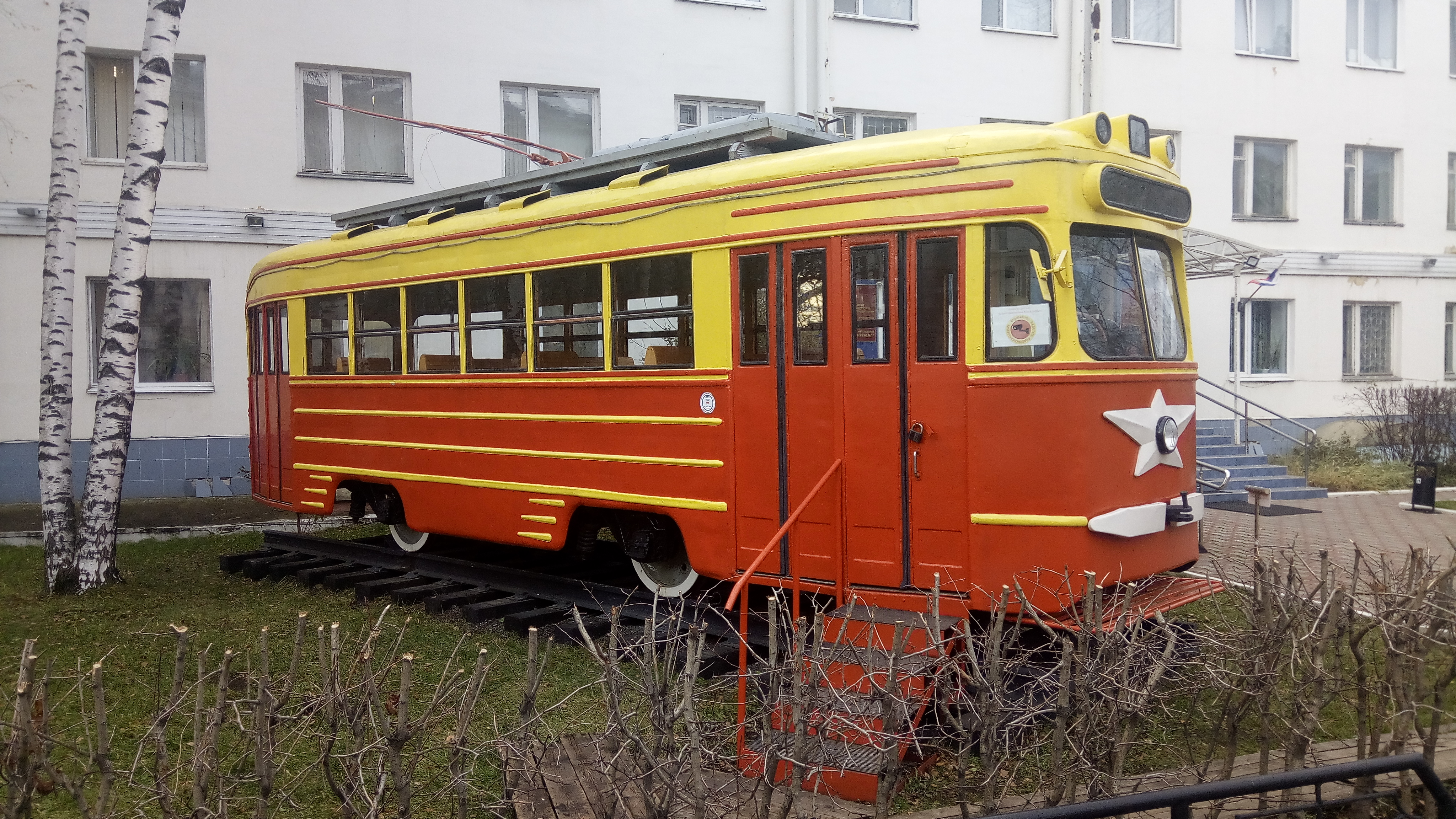
Трамвай КТМ-1 производства УКВЗ

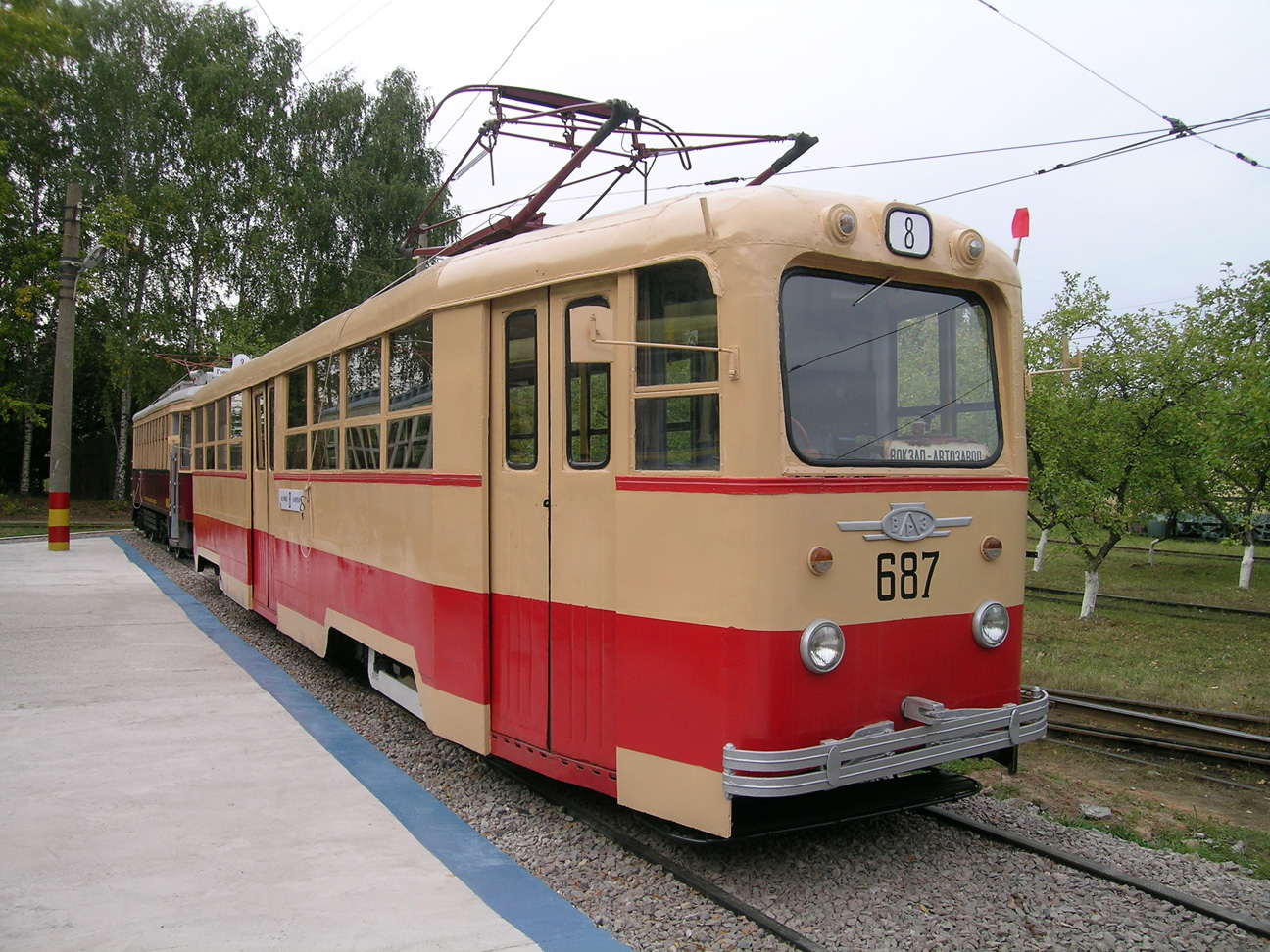
Трамвай ЛМ-49, производства ВАРЗ

После войны было также возобновлено производство трамваев на заводах в Усть-Катаве (Усть-катавский вагоностроительный завод, УКВЗ), где в 1947 году был разработан трамвайный вагон КТМ-1, Ленинграде (Вагоноремонтный завод, ВАРЗ, сейчас Петербургский трамвайно-механический завод, ПТМЗ), Киеве (Киевский завод электротранспорта, КЗЭТ), вновь начато в подмосковном Тушине (Тушинский машиностроительный завод, бывший завод № 82 НКАП), откуда вскоре было передано в Ригу (Рижский вагонный завод, РВЗ). Киевский и ленинградский заводы в основном обеспечивали потребности своих городов, продукция остальных заводов распространялась по всем городам СССР.

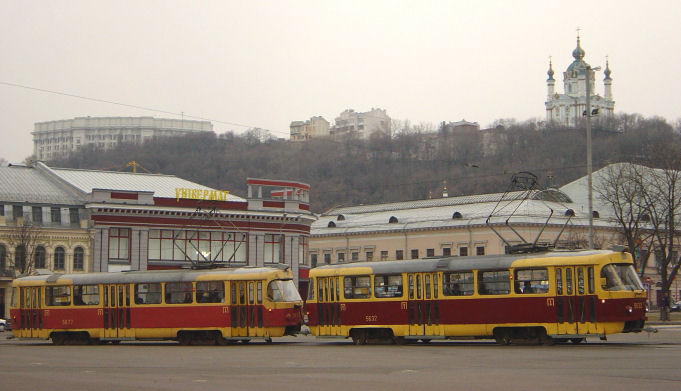
Трамваи «Татра» в Киеве

Для нужд оставшихся немногочисленных узкоколейных трамвайных хозяйств импортировались вагоны из ГДР, «Лова» и «Гота» (ввозились в небольших количествах и ширококолейные вагоны этих марок).
В 1959 году в трамвайном хозяйстве СССР началась «эпоха Татр»: чехословацкие трамваи марки «Шкода» пражского завода «ЧКД» импортировались в больших количествах и поныне составляют основу трамвайного парка многих городов России, других стран бывшего СССР и социалистического блока.
Первая в СССР линия скоростного трамвая была построена в Киеве по инициативе Владимира Веклича и Василия Дьяконова в 1978 году. Она соединила юго-запад (район Борщаговка) и центр города (железнодорожный вокзал).

### Трамвай в Российской Федерации
Несмотря на вышеописанный ренессанс трамваев в Европе, Северной Америке и Северной Африке, в России трамвай зачастую рассматривается как устаревший вид транспорта, и значительная часть систем разрушается или стагнирует. Многие трамвайные хозяйства (шахтинское, архангельское, карпинское, грозненское, ивановское, воронежское, рязанское, тверское) прекратили своё существование. Однако, например, в Волгограде большую роль играет так называемый метротрам или «преметро» (трамвайные линии, проложенные под землёй), а в Магнитогорске стабильно развивается традиционный трамвай. Помимо Магнитогорска, новые трамвайные линии за последние 15 лет построены в Ульяновске, Коломне, Казани, Набережных Челнах, Екатеринбурге и некоторых других городах. Лидерами по закупке подвижного состава являются Москва, Пермь и Смоленск, куда в заметных количествах поставляются новейшие вагоны 71-623 производства УКВЗ. Крупнейшей трамвайной системой в настоящее время обладает Санкт-Петербург, наименьшей — посёлок Черёмушки.

## Хронология строительства ныне действующих трамвайных систем
- 1873 — Сан-Франциско
- 1881 — Берлин (Германия)
- 1884 — Франкфурт-на-Майне (Германия)
- 1885 — Блэкпул (Великобритания)
- 1887 — Росток (Германия), Рим (Италия)
- 1888 — Будапешт (Венгрия, тогда Австро-Венгрия)
- 1889 — Вена (Австрия, тогда Австро-Венгрия)
- 1890 — Бремен (Германия), Турин (Италия), Берн (Швейцария)
- 1891 — Галле (Германия), Прага (Чехия, тогда Австро-Венгрия)
- 1892 — Торонто (Канада), Киев (Украина, тогда Российская империя), Наумбург, Дюссельдорф&Нойс (Германия), Нёвшатель (Швейцария)
- 1893 — Новый Орлеан (США), Дуглас (Великобритания), Хельсинки (Финляндия, тогда Российская империя), Вроцлав (Польша, тогда Германия), Милан (Италия), Хемниц, Гота, Ганновер, Эссен&Оберхаузен&Мюльхайм (Рейнско-Рурская конурбация, Германия)
- 1894 — Белград (Сербия), Львов (Украина, тогда Австро-Венгрия), Катовице&Забже&Бытом&Гливице&Сосновец&Руда&Семяновице&Свентохловице (Силезские интерурбаны, конурбация Верхней Силезии, Польша, тогда Германия), Женева и Цюрих (Швейцария), Брюссель (Бельгия), Дрезден, Штутгарт (Германия), Бохум&Гельзенкирхен&Херне (Рейнско-Рурская конурбация, Германия), Осло (Норвегия, тогда Швеция)
- 1895 — Братислава (Словакия, тогда Австро-Венгрия), Базель (Швейцария), Калининград (Россия, тогда Германия), Эльблонг (Польша, тогда Восточная Пруссия), Бухарест (Румыния), Сараево (Босния&Герцеговина, тогда Австро-Венгрия), Плауэн, Гера, Дортмунд, Мюнхен (Германия), Филадельфия (США)
- 1896 — Лилль (Франция), Нижний Новгород (Россия), Каир (Египет, тогда Британская империя), Тимишоара (Румыния, тогда Австро-Венгрия), Гданьск и Быдгощ (Польша, тогда Германия), Нюрнберг, Дармштадт и Лейпциг (Германия)
- 1897 — Иннсбрук (Австрия, тогда Австро-Венгрия), Мишкольц (Венгрия, тогда Австро-Венгрия), Екатеринослав (Украина, тогда Российская империя), Щецин (Польша, тогда Германия), Брауншвейг, Дуйсбург, Карлсруэ, Ульм, (Германия)
- 1898 — Осло (Норвегия, тогда Швеция), Курск и Орёл (Россия), Витебск (Белоруссия, тогда Российская империя), Грац (Австрия, тогда Австро-Венгрия), Арад (Румыния, тогда Австро-Венгрия), Лиссабон (Португалия), Аугсбург, Бад-Шандау, Кёльн&Бонн, Кассель (Германия), Острава (Чехия, тогда Австро-Венгрия), Лодзь (Польша, тогда Российская империя), Познань (Польша, тогда Германия)
- 1899 — Галац (Румыния), Житомир (Украина, тогда Российская империя), Неаполь (Италия), Гожув-Велькопольский, Грудзёндз и Торунь (Польша, тогда Германия), Лиепая (Латвия, тогда Российская империя), Магдебург и Франкфурт-на-Одере (Германия), Оломоуц (Чехия, тогда Австро-Венгрия), Казань и Москва (Россия)
- 1900 — Амстердам (Нидерланды), Яссы (Румыния), Брно (Чехия, тогда Австро-Венгрия), Мехико (Мексика), Мангейм&Людвигсхафен, Билефельд, Нордхаузен, Цвиккау (Германия), Краснодар и Ярославль (Россия), Марсель (Франция)
- 1901 — Рига (Латвия, тогда Российская империя), Тронхейм (Норвегия, тогда Швеция), Краков (Польша, тогда Австро-Венгрия), Смоленск и Тверь (Россия), Мост&Литвинов (Чехия, тогда Австро-Венгрия), София (Болгария), Дессау, Йена, Крефельд, Фрайбург (Германия), Триест (Италия, тогда Австро-Венгрия), Стокгольм (Швеция)
- 1902 — Антверпен (Бельгия), Александрия (Египет, тогда Британская империя), Калькутта (Индия, тогда Британская империя), Линц (Австрия, тогда Австро-Венгрия), Рио-де-Жанейро (Бразилия), Лландино (Великобритания), Ростов-на-Дону (Россия), Гётеборг (Швеция)
- 1903 — Сибиу (Румыния), Пльзень (Чехия, тогда Австро-Венгрия), Токио (Япония), Котбус, Хальберштадт (Германия)
- 1904 — Гонконг (Китай, тогда Сянган, Британская империя), Норрчёпинг (Швеция), Гаага (Нидерланды), Гент (Бельгия), Коти (Япония), Эрфурт (Германия), Владикавказ и Пятигорск (Россия), Синтра (Португалия)
- 1905 — Майнц (Германия), Роттердам (Нидерланды), Орадя (Румыния)
- 1906 — Мельбурн (Австралия), Ан-сюр-Лес (Бельгия), Харьков (Украина, тогда Российская империя), Делавэр и Филадельфия (США)
- 1907 — Гёрлиц и Потсдам (Германия), Одесса (Украина, тогда Российская империя), Санкт-Петербург (Россия), Брэила (Румыния), междугородняя система Норристаун-Верхний Дарби (США)
- 1908 — Саратов (Россия), Варшава (Польша, тогда Российская империя), Дебрецен (Венгрия, тогда Австро-Венгрия), Гмунден (Австрия, тогда Австро-Венгрия), Шверин (Германия)
- 1909 — Аделаида (Австралия), Лилль (Франция), Далянь (Китай, тогда Японская империя)
- 1910 — Осака (Япония), Порту (Португалия), Загреб (Хорватия, тогда Австро-Венгрия)
- 1911 — Мацуяма (Япония), Сегед (Венгрия, тогда Австро-Венгрия), Бранденбург (Германия)
- 1912 — Владивосток (Россия), Кагосима, Киото, Окаяма и Хиросима (Япония), Остенде&Кнокке&Ниувпоорт (Береговой трамвай, Бельгия), Ташкент (Узбекистан)
- 1913 — Винница (Украина, тогда Российская империя), Ташкент (Узбекистан, тогда Российская империя), Хакодате, Тояма (Япония), Соллер (Испания), Вольтерсдорф и Гейдельберг (Германия), Волгоград (Россия, тогда Царицын Саратовской губернии)
- 1914 — Кошице (Словакия, тогда Австро-Венгрия), Евпатория (Украина, тогда Российская империя)
- 1915 — Нагасаки (Япония), Николаев (Украина, тогда Российская империя), Самара (Россия)
- 1918 — Саппоро (Япония)
- 1921 — Штраусберг (Германия)
- 1922 — междугородняя система Гавана-Матансас (Куба)
- 1923 — Вюрцбург (Германия)
- 1924 — Ногинск (Россия), Кумамото (Япония), Кампинас (Бразилия)
- 1925 — Тоёхаси (Япония), Таллин (Эстония)
- 1926 — Осиек (Хорватия, тогда Югославия)
- 1927 — Тула (Россия)
- 1928 — Донецк (Украина, тогда СССР)
- 1929 — Аделаида (Австралия), Генуя (Италия), Пермь и Екатеринбург (Россия), Минск (Белоруссия, тогда СССР), Бостон (США)
- 1931 — Константиновка (Украина, тогда СССР)
- 1932 — Запорожье, Енакиево, Горловка (Украина, тогда СССР), Челябинск, Таганрог (Россия)
- 1933 — Мариуполь (Украина, тогда СССР), Новокузнецк и Дзержинск (Россия)
- 1934 — Луганск (Украина, тогда СССР), Златоуст и Новосибирск (Россия)
- 1935 — Днепродзержинск и Кривой Рог (Украина, тогда СССР), Ижевск и Магнитогорск (Россия), Ньюарк (США)
- 1936 — Омск, Прокопьевск (Россия)
- 1937 — Чанчунь (Китай, тогда Маньчжоу-Го), Алма-Ата (Казахстан, тогда СССР), Краматорск (Украина, тогда СССР), Нижний Тагил и Уфа (Россия)
- 1940 — Кемерово (Россия)
- 1945 — Дружковка (Украина, тогда СССР)
- 1946 — Даугавпилс (Латвия, тогда СССР)
- 1947 — Липецк, Иркутск (Россия)
- 1948 — Коломна, Барнаул и Орск (Россия), Такаока (Япония)
- 1949 — Конотоп (Украина, тогда СССР), Томск (Россия)
- 1951 — Волчанск (Россия)
- 1953 — Ангарск (Россия)
- 1954 — Новочеркасск, Ульяновск и Краснотурьинск (Россия)
- 1956 — Новотроицк, Череповец и Хабаровск (Россия), Аньшань (Китай), Данидин (Новая Зеландия)
- 1957 — Комсомольск-на-Амуре, Салават (Россия)
- 1958 — Итатинга (Бразилия), Красноярск и Улан-Удэ (Россия)
- 1959 — Усть-Каменогорск и Темиртау (Казахстан, тогда СССР), Ченстохова (Польша)
- 1960 — Бийск, Осинники (Россия)
- 1963 — Волжский (Россия)
- 1965 — Павлодар (Казахстан, тогда СССР), Авдеевка (Украина, тогда СССР)
- 1967 — Нижнекамск, Ачинск и Усолье-Сибирское (Россия)
- 1973 — Набережные Челны, Усть-Катав (Россия)
- 1974 — Новополоцк (Белоруссия, тогда СССР)
- 1978 — Эдмонтон (Канада)
- 1981 — Хелуан (Египет), Калгари (Канада), Старый Оскол (Россия), Сан-Диего (США)
- 1983 — Утрехт (Нидерланды)
- 1984 — Питтсбург и Форт-Коллинз (США)
- 1985 — Тунис (Тунис), Нант (Франция), Буффало (США)
- 1986 — Крайова (Румыния), Портленд (США)
- 1987 — Буэнос-Айрес (Аргентина), Клуж-Напока (Румыния), Гренобль (Франция), Сакраменто и Сан-Хосе (США)
- 1988 — Мозырь (Белоруссия, тогда СССР), Усть-Илимск (Россия), Плоешти (Румыния), Галвестон (США)
- 1989 — Молочное (Украина, тогда СССР), Стамбул (Турция), Гвадалахара (Мексика)
- 1990 — Решица (Румыния), Лос-Анджелес (США)
- 1991 — Пхеньян (КНДР), Саяногорск (Россия), Ботошани (Румыния)
- 1992 — Конья (Турция), Манчестер (Великобритания), Париж (Франция), Балтимор (США)
- 1993 — Валенсия (Испания), Мемфис, Сент-Луис и Тусон (США)
- 1994 — Руан и Страсбург (Франция), Шеффилд (Великобритания)[23], Денвер (США)
- 1995 — Крайстчерч (Новая Зеландия)
- 1996 — Даллас и Шарлотт (США)
- 1997 — Сидней (Австралия), Саарбрюккен (Германия)
- 1998 — Ванкувер (Канада)
- 1999 — Чхонджин (КНДР), Анталья (Турция), Бирмингем (Великобритания), Солт-Лейк-Сити (США), Барселона (Испания)
- 2000 — Лондон (Великобритания), Севилья (Испания), Кеноша и Нью-Джерси (США), Орлеан, Лион и Монпелье (Франция)
- 2001 — Хайльбронн (Германия), Оттава (Канада)
- 2002 — Бильбао (Испания), Тампа (США)
- 2003 — Аликанте (Испания), Мессина (Италия), Бордо (Франция), Такома (США)
- 2004 — Эскишехир (Турция), Дублин (Ирландия), Парла (Испания), Литл-Рок, Миннеаполис, Трентон и Хьюстон (США), Ноттингем (Великобритания), Афины (Греция)
- 2005 — Мадрид (Испания)
- 2006 — Сассари (Италия), Валансьен и Мюлуз (Франция)
- 2007 — Санта-Крус-де-Тенерифе (Испания), Альмада&Сейшал (Португалия), Сиэтл (США), Ле-Ман и Ницца (Франция)
- 2008 — Пекин (Китай), Витория (Испания), Кальяри (Италия), Финикс и междугородняя система Ошенсайд-Эскондидо (США)
- 2009 — Бергамо (Италия), Газиантеп и Кайсери (Турция)
- 2010 — Флоренция (Италия), Берген (Норвегия), Самсун (Турция), Тулуза (Франция)
- 2011 — Реймс и Анже (Франция), Мурсия и Сарагоса (Испания), Алжир (Алжир), Рабат-Сале (Марокко), Норфолк (США), Иерусалим (Израиль)
- 2012 — Мендоса (Аргентина), Касабланка (Марокко), Брест, Гавр и Дижон (Франция)
- 2013 — Константина[24] и Оран[25] (Алжир), Шэньян[26] (Китай), Бурса[27] (Турция), Тур[28] (Франция)
- 2014 — Голдкост[29] (Австралия), Эдинбург[30] (Великобритания), Гуанчжоу[31] и Сучжоу[32] (Китай), Дубай[33] (ОАЭ), Атланта[34] и Тусон[35] (США), Безансон[36] и Обань[37] (Франция)
- 2015 — Ольштын[38] (Польша), Аддис-Абеба (Эфиопия)